# 鲁迅
周树人（1881年9月25日—1936年10月19日），原名周樟寿，字豫山、豫亭，后改字豫才，笔名鲁迅，浙江紹興人，中国近代作家、设计师、新文化运动领袖之一。鲁迅生前創作了杂文、短中篇小说、文学、思想和社会评论、学术著作、自然科学著作、古代典籍校勘与研究、散文、现代散文诗、旧体诗、外国文学与学术翻译作品和木刻版画的研究，对于五四运动以后的中国社会与文化产生极大影响。

## 生平

### 早年

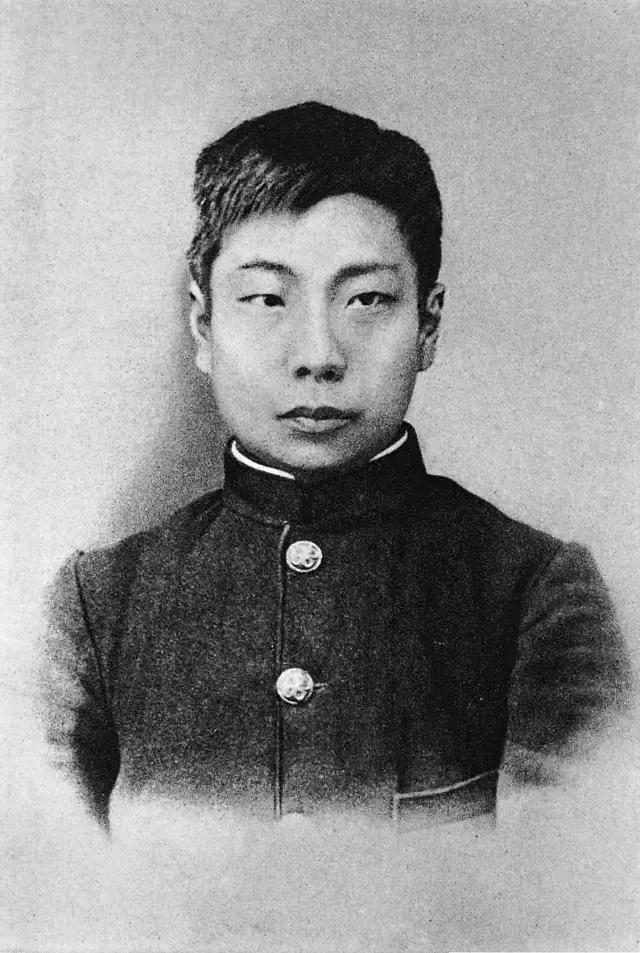
1903年的鲁迅

清光緒七年八月初三（1881年9月25日），鲁迅出生於浙江省绍興府會稽縣府城内東昌坊口（周家西门口西轴线上，今屬绍興市越城区鲁迅中路229号鲁迅故居西次间楼下，鲁迅纪念馆西侧）的書香門第，覆盆桥周氏家族，名為周樟壽。祖父周福清（1838—1904年），同治十年（1871年）進士，選翰林院庶吉士，江西金溪县知县，捐內閣中書。父亲周伯宜（1861—1896），秀才出身。
魯迅童年生活於百草園、咸亨酒店、外婆家一帶的農村等地，成為後來鲁迅的兩部小說集《呐喊》、《彷徨》和散文集《朝花夕拾》的重要素材来源。魯迅頗受演化論思想影響，愛讀新思想的書，尤其是翻譯的小說。
1892年（光绪18年），10歲就讀於家鄉壽鏡吾開設的私塾三味書屋。
1893年（光绪19年），周福清因為向浙江鄉試主考官殷汝璋行賄，謀求其子周伯宜錄取，被殷汝璋舉報，而被革職下獄，鲁迅兄弟則被安插到離城有三十多里的皇甫庄大舅父的家中避难。周福清科舉舞弊案判處了“斬監候”，周家為了使周福清得以活命，每年花費大筆資金疏通官府，直到八國聯軍事件之後，周福清才被赦免。但這八年的支出，周家家道衰落，同時期父親周伯宜也重病在床，1896年病故。家庭的變故對鲁迅產生了深刻的影響。
1898年，鲁迅后来在自叙传略写道：“我渐至于连极少的学费也无法可想；我的母亲便给我筹办了一点旅费，教我去寻无需学费的学校去，因为我总不肯学做幕友或商人，———这是我乡衰落了的读书人家子弟所常走的两条路。”1898年4月，鲁迅離開家鄉的三味書屋，進入金陵“无需学费的学校”：新式學堂江南水師學堂，因为远房的叔祖周庆蕃（号椒生）在这所学校教汉文，兼当管轮堂监督。并改名為周樹人。“那时候考学堂本不难，只要有人去无不欢迎，所以鲁迅考入水师，本来并不靠什么情面，不过假如椒生不在那里，也未必老远的跑到南京去。”鲁迅后来这样回忆起当时离家的情景：“我要进学堂去了，彷彿是想走异路，逃异地，去寻求别样的人们。我的母亲没有法，办了8元的川资，说是由我的自便；然而伊哭了，这正是情理中的事，因为那时读书应试是正路，所谓学洋务，社会上便以为是一种走投无路的人，只得将灵魂卖给鬼子，要加倍的奚落而且排斥的。然而我也顾不得这件事，终于到N进了K学堂了。”5月份入学，经过三个月的试读后补为正式生，分在管轮班。在后来的回忆录中对这一段经历有相当多的描述：“总觉得不大合适，可是无法形容出这不合适来。现在是发现了大致相近的字眼了，‘乌烟瘴气’，庶几乎其可也。只得走开。”教师思想太陈旧太迷信，只会照本宣科，有位汉文老师说地球有两个，一个叫东半球，一个叫西半球，一个自动，一个被动，让鲁迅哭笑不得。海军学校学生按理应天天习水，学堂原有大游泳池，因为淹死了两个学生就被填平，还在上面造了个小小的关帝庙来镇邪。第一学期期末，学校新来一个派头十足的教师。在学生面前他总是把眼睛瞪得大大的，装成学者的架势。有次上课点名，他把学生“沈钊”的名字念成“沈钧”，引起一阵哄堂大笑。后来鲁迅和同学们都称这位教员叫“沈钧”。于是总办在两天之内宣布：给鲁迅和另外十几个同学记了两次小过，两次大过，再犯一次小过，就得开除了。1898年10月，转考入南京矿务铁路学堂，简称矿路学堂。
江南陸師學堂附設礦路學堂于1899年2月开学。该学堂实际也就招生了一届（1898年10月至1902年1月共24人）。與陳衡恪结下友谊。学校的主要目的是采煤，所以学校的功课以矿务为主，鲁迅感到非常新鲜。鲁迅自学了《全体新论》和《化学卫生论》之类，和先前父亲生病时医生的议论和方药比较起来，“便渐渐的悟得中医不过是一种有意的或无意的骗子，同时又很起了对于被骗的病人和他的家族的同情；而且从译出的历史上，又知道了日本维新是大半发端于西方医学的事实。”在该校三年学习，鲁迅掌握了德语，后来据此翻译了《死魂灵》；很刻苦的整本抄地质学的讲义，学了些科学知识；教员中有新党，喜欢看时务报，鲁迅也受到维新和革命的影响。

三年时间里鲁迅学了《矿学》、《地质学》、《测算学》和《测图学》等课程，考试成绩优秀。鲁迅散文《朝花夕拾》回忆：
到第三年我们下矿井去的时候，情况实在颇凄凉，抽水机当然还在转动，矿洞里积水却有半尺深，上面也有点漏水下，几个矿工便在这里鬼一般工作着。
1902年1月毕业时获得金质奖章。鲁迅的毕业执照（毕业证）写着：
学生周树人，现年廿一岁，身中面白无须，浙江省绍兴府会稽人，今考得一等第三名。
毕业后考取了“南京矿路学堂毕业奏奖五品顶戴”的官费对日留学生。鲁迅后来回忆说：“毕业，自然大家都盼望的，但一到毕业，却又有些爽然若失。爬了几次桅，不消说不配做半个水兵；听了几年讲，下了几回矿洞，就能掘出金银铜铁锡来么？实在连自己也茫无把握，没有做《工欲善其事必先利其器论》的那么容易。爬上天空二十丈和钻下地面二十丈，结果还是一无所能，学问是‘上穷碧落下黄泉，两处茫茫皆不见’了。所餘的还只有一条路：到外国去。”

### 留學日本

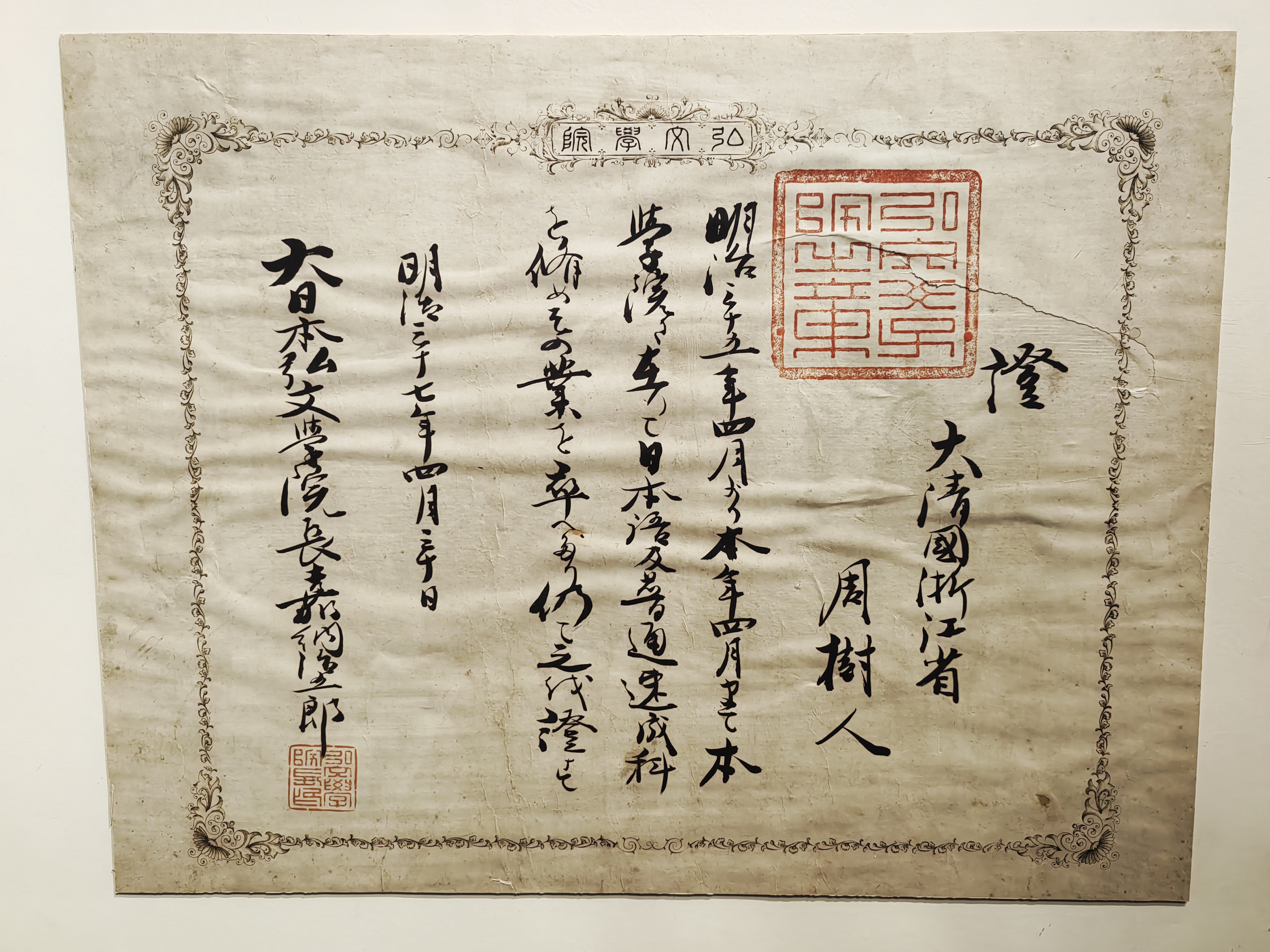
魯迅在弘文学院的畢業證書

鲁迅与周作人、郭沫若、郁达夫等著名作家均为留日派。1902年2月，二十歲的鲁迅赴日本，在写给弟弟周作人的信中，他说自己要入读成城学校——日本为留学生开设的一所陆军士官预备学校。当时凡进成城学校的留学生，均由中国留学生陆军监督审批，所以鲁迅未能进入。只好先入东京弘文学院（日本专为中国留学生创办的速成性质的学院，东京高等师范学校校长、柔道创始人嘉納治五郎开办该校，普通科二至三年，速成科有六个月、八个月、一年、一年半不等），入编江南班（班次以学生省籍编排）。鲁迅是江南班中第一个剪掉辫子的。鲁迅在弘文书院除了学日语，也经常上嘉納治五郎亲自教的柔术课。
鲁迅与许寿裳、陶成章等浙江籍留日学生在东京组织浙江同乡会，会上决定出版百科全书式的月刊《浙江潮》，成为留日学界宣传革命的重要刊物之一。鲁迅从创刊时起，就订购保存并积极撰稿支持。所撰稿子除了从德文版翻译各种欧美小说，还有矿物地质论文等。1903年，鲁迅参加了鼓吹革命的“浙学会”。在《浙江潮》上，鲁迅以笔名「索子」于1903年发表近万字的《中国地质略论》，是中国首次使用「侏罗纪」、「白垩纪」等地质年代中文名称（从日文翻译），中文首次使用“猿人”、“化石”，明确提出地质学一词并下定义“地质学者，地球之进化史也，凡岩石之成因，地壳之构造，皆所深究”。在前文基础上，1906年鲁迅与路矿学堂同学顾琅合著完成著作《中国矿产志》，此书被晚清、民国初期的教育部门指定推荐为「国民必读」和「中学堂参考书」。这两部作品是中国人写的最早地质专业论文之一（实际上在数月前已有地质文章发表）。1903年，鲁迅在《月界旅行》的序言中的《说鈤》一文，刊发于《浙江潮》刊物上；这里的“鈤”是指化学元素“镭”，距瑪麗·居禮获诺贝尔奖只隔了半年。

#### 習醫

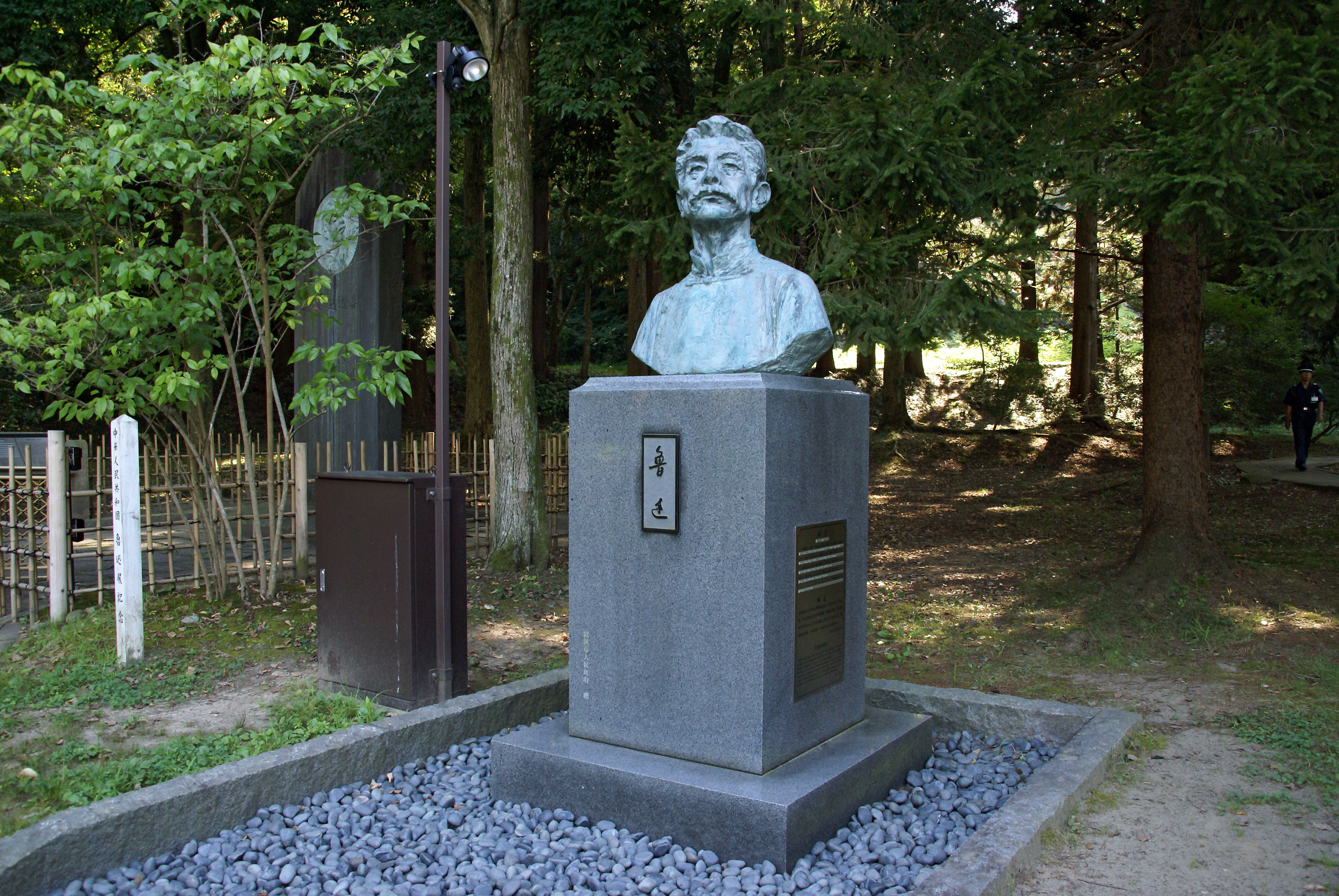
鲁迅像（仙台市博物馆）

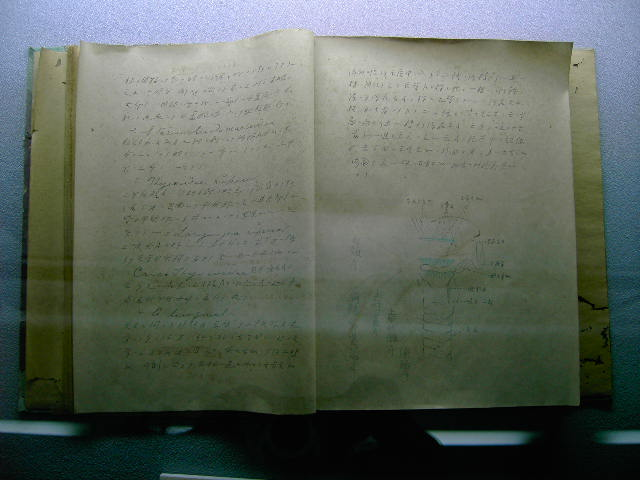
鲁迅在日本留学时的笔记，上有藤野先生的注解

1904年4月，从东京弘文学院毕业，获得“日本语及普通速成科”文凭。按清政府给予的官费资格，鲁迅应该升入东京帝国大学工科所属的采矿冶金科学习。但鲁迅决意学医，理由是：
- 西医对日本的维新有助力；
- 毕业回国后救治像他父亲那样被中医误治的病人的痛苦，还可以促进国人对于维新的信仰
- 鲁迅自幼牙齿不好

因看不惯一些留日学生的吃喝玩乐，所以选择远离东京、地处东北偏僻小城镇的仙台医学专门学校（1912年改制东北大学医学部）。中国驻日公使兼留学生监督杨枢向该校校长发出照会，介绍鲁迅入校。鲁迅成了该校第一个中国留学生，学制四年，学校不收鲁迅学费。在仙台給魯迅影響最大的是解剖學老師藤野嚴九郎。鲁迅对医专生活的印象，第一是死记硬背：“校中功课，只求记忆，不须思索，修习未久，脑力顿锢。四年而后，恐如木偶人矣。”第二是课时太多，无暇译述：“而今而后，只能修死学问，不能旁及矣，恨事！恨事！”
1904年年底，鲁迅成为光复会第一批会员。

#### 習文
1906年鲁迅在医专课堂上观看老师播放的日俄战争的幻灯片，里面有中国人给沙俄当坐探，被日军逮捕以间谍罪枪毙砍头，大量本地中国人围观。鲁迅认识到“医学并非一件紧要事，凡是愚弱的国民，即使体格如何健全，如何茁壮，也只能做毫无意义的示众的材料和看客，病死多少是不必以为不幸的。所以我们的第一要著，是在改变他们的精神，而善于改变精神的是，我那时以为当然要推文艺。”决定弃医从文。1906年3月，医专作为大二生退学。告诉许寿裳：“我决计要学文艺了，中国的呆子，坏呆子岂是医学所能治疗的么？”

#### 再次旅日
1905年12月8日，陈天华蹈海自尽，鲁迅参加了陈天华追悼会。
1906年，远在日本仙台医学专门学校留学的鲁迅被母亲鲁瑞用“母病速归”的电报召回，在7月26日遵照母亲的意见而与时年28岁的朱安结婚，但一生幾未与朱安有行夫妻之實（据荆有麟回忆，鲁迅称“多年来只有两三次”）。新婚后第四天鲁迅就又和二弟周作人等东渡日本（相傳為魯迅住了三天就前往日本，但参照周作人日记，鲁迅当年并非婚后第四天东渡，而是住到秋天才动身的，八九月份之间）。鲁迅非常不喜欢这位传统的妻子，无论是在北京还是在浙江绍兴老家，鲁迅都尽力防止与朱安见面，而朱安大部分时间就是照顾鲁迅的母亲。1906年6月，鲁迅再次东渡日本之后，从仙台来到东京，将自己的学籍从仙台医专列入东京独逸语学会（现独协大学）下属的德语学校。1907年夏，鲁迅与许寿裳、周作人、袁文薮、苏曼殊等人尝试创办文艺杂志《新生》但终未出版。在此期间与周作人合译英国哈兰德、兰格合著小说《红星佚史》，并于同年年末于商务印书馆出版单行本，同时在《河南》杂志创刊号发表《人之历史》。
1908年，章太炎流亡东京，鲁迅在章太炎家听《说文解字》《庄子》《楚辞》等，成为章太炎的学生。1908年1月和6月，于《河南》杂志发表《摩罗诗力说》、《科学史教篇》。1908年8月，于《河南》杂志发表译著匈牙利籁息的《裴彖飞诗论》，同时发表《文化偏至论》。1908年12月，受章太炎影响，鲁迅于《河南》杂志发表《破恶声论》。

### 回國任職
1909年鲁迅从日本回到中国，担任浙江两级师范学堂（今杭州高级中学）优级生理学、初级化学教员，绍兴府中学堂监学兼博物学教员，绍兴山会初级师范学堂（今绍兴文理学院）校长等职务。後写出第一篇小说《怀旧》（文言文小說）。
1912年，鲁迅到中華民國教育部工作，1914年与其他章太炎弟子钱玄同、许寿裳促成教育部通过章太炎的记音方案，作为国语的标音符号，即今日仍在台湾通用之注音符号前身。
袁世凱做大總統後，他隨政府搬到北京，歷任教育部社會教育司第1科科長、教育部僉事。这时，他沉迷于收集研究拓本之中。后重新投身新文化运动。1916年袁世凯病亡，国人“皆喜形于色”，鲁迅不畏流言，于6月15日随友前往吊唁。
一种比较流行的说法是，鲁迅曾受许寿裳邀请在北京女子高等师范学校（后为北京女子师范大学）担任教授，但实际上许只在1923年7月聘鲁迅为兼任教员，也不曾在次年改聘鲁迅为教授。1925年8月12日，章士钊免去鲁迅教育部佥事之职，同月22日鲁迅赴平政院状告章士钊，次年3月23日鲁迅胜诉，在其互辩书和裁决书等官方文书中，均以女师大“兼任教员”（即“讲师”）身份出现。
1920年9月蔡元培签发《北京大学聘书》邀请鲁迅到北京大学后，其职务也是讲师。这是由于当时按照惯例一般只有专任教师才可聘为教授，兼课者为讲师。但鲁迅和女师大关系较深，女师大校务停办后曾任组校务维持会委员，也曾呼吁社会关注女师大。1926年2月1日，他被北京女子师范大学校长易培基破格聘请为国文系教授。

### 發表創作
1918年，36岁的周树人首次用“鲁迅”为笔名，在《新青年》上发表中国史上第一篇用现代形式创作的短篇白话文小说《狂人日记》。1921年12月，他还发表中篇小说《阿Q正传》。1924年，鲁迅、周作人、林语堂、钱玄同等人创办同人周刊《语丝》。
1924年，諾貝爾文學獎提名、印度大詩人泰戈爾來訪紫禁城，北京方面安排魯迅與泰戈爾会见且合照。当时中国文坛对于泰戈尔访华的评价趋于两极化，鲁迅将其访华评价为“做了一瓶香水”。

### 在教育部
魯迅共做了14年的中華民國北洋政府的公務員，主要的業績有：擔任國語統一會教育部代表，協調制定注音字母（與馬裕藻、朱希祖、許壽裳、錢稻孫共同提議並執筆文案「統一讀音，不過改良反切，故以合於雙聲疊韻的簡筆漢字最為適用」）；與錢稻孫、許壽裳2位科長合作中華民國國徽設計案，執筆《致國務院國徽擬圖說明書》（說明書全文詳見2005年版《魯迅全集》）；并设计了当时北京大学的校徽，系“北大”二字的美术字体；分管圖書情報（圖書資訊）業務：督導京師圖書館（后來的北京圖書館，現在的中國國家圖書館）等。直到1925年4月章士釗受北洋政府任命成為司法总长兼教育总长，支持當時被任命為北京女子师范大学校長的杨荫榆壓制反對其校務施政的學界浪潮，魯迅在當中是非常積極帶領學界與章多次交鋒抗爭，而被章免職。
到8月章強令關停北京女子師大，為此魯迅向中華民國平政院提起行政訴訟并勝訴，依法可以復職，但他選擇離開政府體系。好友易培基接任教育總長後，簽署了讓僉事周樹人復職的命令，並以兼國立北京女子師範大學校長身份發出新的教授聘書，1926年三·一八惨案爆發后，易培基等都被中華民國臨時執政段祺瑞通緝了，不過鲁迅并没有被通缉。蔡元培将教育部改革为大學院期间（1927年12月至1931年12月），魯迅被蔡元培聘為大學院「特約撰述員」，每月工資300圓。大學院改回教育部后，這筆工資名義改為「教育部編譯費」，仍按月支付，4年鲁迅共领薪水14700圆大洋。1932年起，魯迅不再兼任教育部「特約編譯」。
1919年11月，魯迅、周作人、周建人三兄弟卖掉绍兴的老宅，合力购置北京西城八道湾11号三进的四合院，全家居住于此。1923年7月18日，周作人写信与鲁迅绝交。据称兄弟失和的原因，是因为鲁迅调戏弟媳羽太信子，而另外的说法，是因为鲁迅对羽太信子持家奢侈不满。随后鲁迅搬到砖塔胡同居住。

### 在厦门和广州

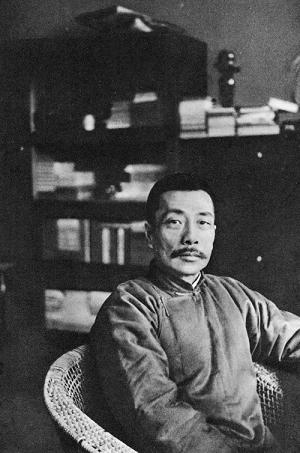
鲁迅，1928年3月22日摄于景云里寓中。其时鲁迅入住上海不满一年。

1926年8月，鲁迅因支持北京学生爱国运动，抗议三·一八惨案，對北洋政府失望，于是南下厦门大学任文科教授。1927年1月16日，45岁的鲁迅离开厦门，18日抵达广州，19日晨在孙伏园等人的陪伴下移入国立中山大学，任中国语言文学系主任兼教务主任，并与自己29岁的学生许广平同居。
当时是国立中山大学校长朱家骅请鲁迅到校，朱在中大欢迎会上尊称鲁迅为“战斗者，革命者”。:16不久，朱家骅又聘顾颉刚来中大。鲁迅认为，顾颉刚自北大毕业才6年就当研究教授，因而很不服气，声称只要顾来他便走人。2月18、19日，赴香港在上環基督教青年會禮堂舉行兩場題為「無聲的中國」及「老調子已經唱完」的演講。

### 在上海的晩年

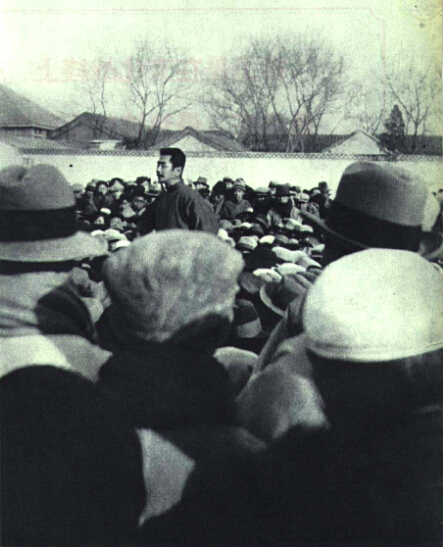
1929年鲁迅在北京对群众讲演

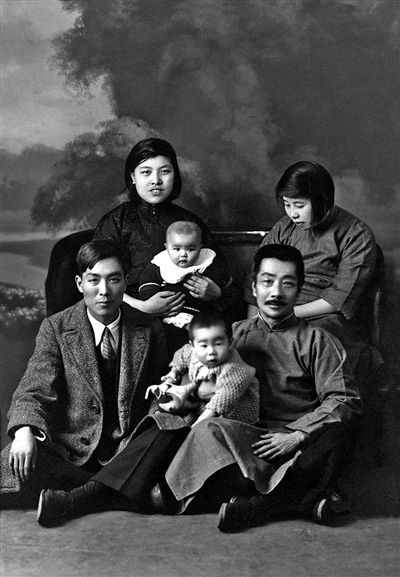
1931年4月20日，鲁迅全家与冯雪峰（前排左一）全家摄于上海。鲁迅抱着的孩子是周海婴，身后是其伴侣许广平。

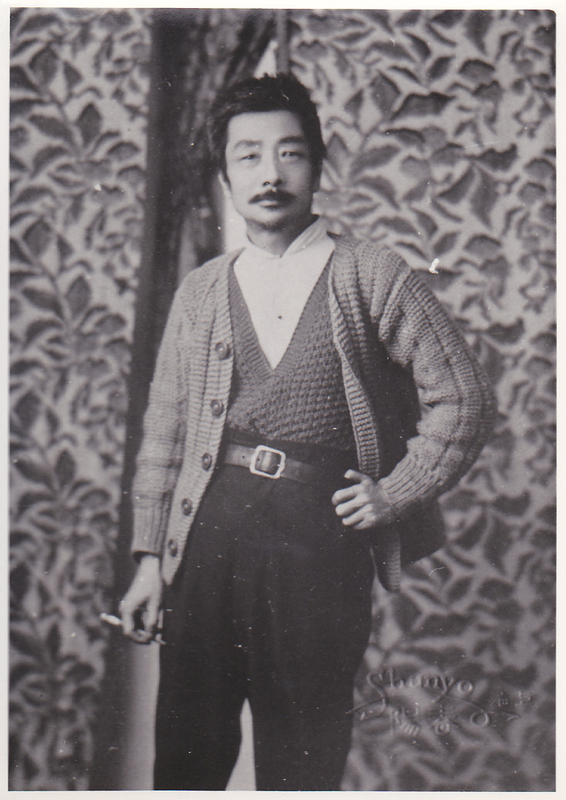
1933年5月1日，鲁迅在上海，身上穿着伴侣许广平为他编织的毛衣

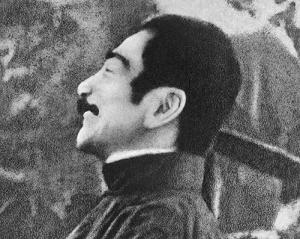
鲁迅生平不苟言笑，這是鲁迅照片中唯一大笑的镜头。沙飞摄于1936年10月8日。十一天后，鲁迅逝世。

1927年4月12日，蒋介石发动政变，是谓四一二事件，几天后又发生了广州四一五事变。
1927年10月，鲁迅搬至上海，直至去世。當時他住在上海公共租界北区的越界筑路区域（所谓“半租界”，是指今天虹口区北部鲁迅公园一带），並开始批判国民政府。鲁迅在虹口先后有三处寓所：横浜路景云里、拉摩斯公寓以及施高塔路大陆新村。
1927年到1929年，创造社与太阳社的左派成员和鲁迅展开了论战，他们批评鲁迅“开倒车”，“不再呐喊”，是“青年的绊脚石”，是“以趣味为中心的文艺”，郭沫若甚至称他是法西斯分子，鲁迅则认为他们“把宣传当文艺”、“技巧拙劣”、“极左倾”、“不敢正视革命自身的暴力和黑暗”，是才子加流氓，鲁迅进一步提出人的性格、感情等带有阶级性，但并不只有阶级性。鲁迅的论战文章主要收录于《三闲集》。
鲁迅認為以蒋介石为领导的国民政府不顾民众意愿肆意行事，1930年2月13日，鲁迅與其他人在上海成立了中国自由运动大同盟，后又加入了左翼作家联盟和中国民权保障同盟，但鲁迅与左联部分成員有很多思想上的冲突。1927年到1936年间，鲁迅创作了很多回忆性的散文与大量思想性的杂文，翻译、介绍外国的文学作品。
鲁迅在上海期间，和宋庆龄、陈赓有交往。鲁迅所主持的文学团体和郭沫若、郁达夫主持的文学团体有矛盾。鲁迅扶植奖掖文学青年，包括柔石、白莽、萧军、萧红等，批评过当时笔名为“狄克”的张春桥。自1931年起，鲁迅大力倡导木刻版画，是為中國創作版畫的先鋒。
1932年淞沪抗战爆发。1月30日，鲁迅和周建人两家共十口人躲进鲁迅的密友内山完造创办的内山书店的三楼避难。2月6日，鲁迅和周建人一家以及仆人等十人又到英租界内的内山书店分店避难。淞沪抗战和榆关抗战、热河抗战失败后，鲁迅嘲讽国军“打是一定要打的，然而切不可打胜，而打死也不好，不多不少刚刚适宜的办法是失败。”:161继而讽刺当局：“战争，禁得起主持的人预定着打败仗的计划么？”:162尤其是榆关抗战失败后，鲁迅写诗冷嘲热讽：“日薄榆关何处抗，烟花场上没人惊。”:161但事实是国军多次击退日军进攻。
国民政府声称古物南运，是出于战略关系的考虑，“须暂时放弃北平，以便引敌深入。”:162鲁迅痛骂这是拱手奉送领土主权，镇压爱国运动的借口而已。:162并说政府搬运古物，“并非因为古物的‘古’，倒是为了它在失掉北平之后，还可以随身带着，随时卖出铜钱来。”:161并认为《淞沪停战协定》实质是出卖上海，与日本分赃。:162鲁迅赞同“正面文章反面看”的观点，认为国民政府高喊“长期抵抗”也即长期不抵抗，高喊“收回失地”也即不收回失地，国军将领“誓死杀敌，誓死抵抗”喊的其实是“男盗女娼”。:162
1933年4月，内山完造以内山书店职员的名义替鲁迅租下大陆新村的住所（今上海鲁迅故居）。鲁迅自1933年4月11日至逝世前一直居住于此。
1935年，抗日形势更加迫切，中国共产党支持的周扬等人提出“国防文学”的口号，1936年6月，胡风在鲁迅支持下提出“民族革命战争的大众文学”口号，激发了中国文坛关于两个口号之争。鲁迅逝世以后，论争逐渐平息。

### 逝世

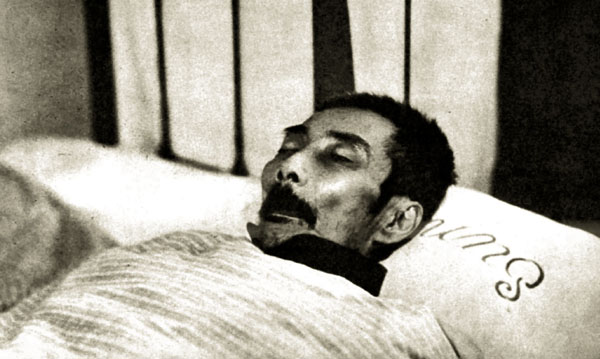
1936年10月19日，鲁迅在上海大陆新村寓所逝世。

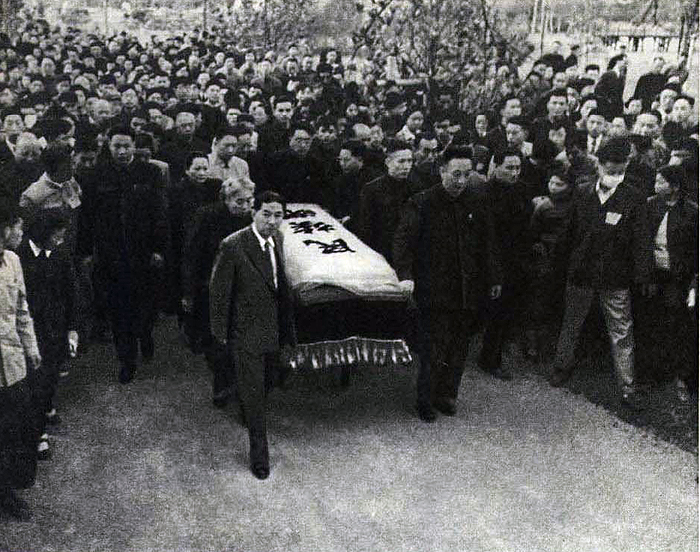
1956年为鲁迅移灵。鲁迅棺材左边从前往后依次是茅盾、许广平（鲁迅夫人）、宋庆龄等；右边依次是巴金、周扬、张春桥、金仲华等。

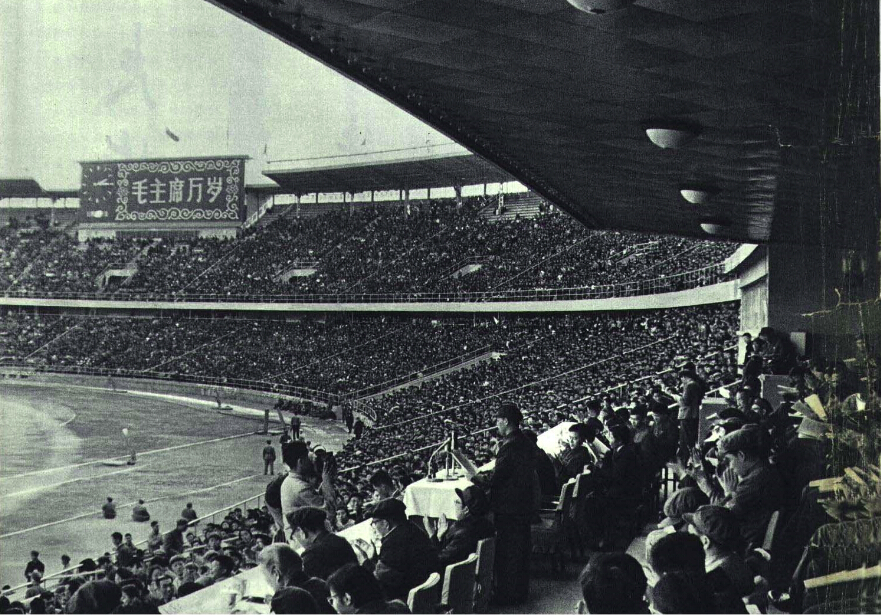
1966年纪念鲁迅逝世30周年

1936年10月19日清晨五点二十五分，鲁迅在上海因肺结核病去世，終年55岁。当天清早，李允生（即冯雪峰）得到消息后，立即打电话报告给宋庆龄。二人一起赶到北四川路底施高塔路（今山阴路）大陆新村9号的鲁迅家中。宋庆龄表示由她牵头办葬礼，立即到沈钧儒的律师事务处，请沈出面帮助在虹桥公墓买一块墓地，安葬鲁迅。青年画家司徒乔为鲁迅画了三张遗容速写；鲁迅的好友奥田杏花用特殊的技术，为其制作了一个石膏遗容；上海电影公司的摄影团队架好器材，将鲁迅最后的影像都一一记录下来。冯雪峰、宋庆龄与蔡元培、沈钧儒等紧急磋商，立即成立“鲁迅先生治丧委员会”，下设“治丧办事处”，具体负责操办鲁迅后事，并及时向报界发布讣告。见报的治丧委员会的名单前后出现了几个版本：最早在10月19日上海《大晚报》上刊登的讣告中，治丧委员会的名单有蔡元培、宋庆龄、内山完造、史沫特莱、沈钧儒、茅盾、萧三、曹靖华、许季茀、胡愈之、胡风、周作人、周建人等13人；接着日资《上海日日新闻》当天日文版和中文版刊载的“鲁迅先生治丧委员会名单”为蔡元培、马相伯（当时97岁高龄、上海文化界救国会执行委员）、宋庆龄、毛泽东、内山完造、史沫特莱、沈钧儒、茅盾、萧三共9人。10月20日，上海各报刊登的“鲁迅先生治丧委员会名单”中，都删除了毛泽东的名字。吕骥回忆：名单中原来有毛泽东和朱德两个人的名字，在登报时，上海的报纸不敢公布，才临时决定不公开见报的。“鲁迅先生治丧委员会”立即研究决定：由吕骥、张庚、冼星海、任钧、任光、周钢鸣六位著名的年轻音乐家，突击创作三首挽歌，组织歌咏队教唱，悼念鲁迅；同时，还特别委托吕骥谱写一首准备在葬礼仪式上哀乐式的《安息歌》谱曲。在青年会，张庚作词、吕骥谱曲《鲁迅先生挽歌》，麦新抄写歌曲、刻写蜡纸、油印，分头送出去，让各个合唱队教唱。10月19日下午3时，鲁迅的遗体移入胶州路万国殡仪馆。10月19日晚，在殡仪馆为鲁迅守灵的是萧军、黄源、胡风、雨田、周文5位青年作家。萧军一直跪在灵前直至夜深。 
鲁迅去世前一个多月，写了一篇题为《死》的文章，发表在杂志上，立有遺囑共有7条，其中前几条交代丧事从简“赶快收敛，埋掉，拉倒！”“不要做任何关于纪念的事情。”；第5条交代幼兒周海嬰“倘无才能，可寻点小事情过活，万不可去做空头文学家或美术家”；第6条是对别人应许的事物不可当真；最后一条是万勿接近“损着别人的牙眼，却反对报复，主张宽容的人”。
中共中央和中华苏维埃临时中央政府为周树人先生的病逝发出3份通电：一、致鲁迅先生的夫人许广平的慰问唁电；二、致南京国民政府的电文提出为鲁迅先生举行国葬等要求，遭国民政府拒绝。只是让上海市长吴铁城到灵堂致哀，并以他个人名义敬献花圈而已；三、《告全国同胞和全世界人士书》的通电。
10月20日上午9时至下午5时，开始瞻仰鲁迅遗容。“治丧办事处”安排参加守灵的有胡风、黄源、田军（即萧军）等青年作家。这天到万国殡仪馆吊唁、瞻仰遗容的签名人就有4462人。还有上海46个团体集队前来。
10月21日上午9时至下午2时，仍为各界瞻仰鲁迅遗容的时间。这天自动前来的有各界人士包括文艺工作者、工人、店员、邮政人员、警察、士兵、学生、家庭妇女，还有苏联、日本、朝鲜、西欧各国的国际友人共2857人和68个团体。
10月21日下午3时入殓。万国殡仪馆灵堂上堆满了各界敬献的花圈、挽联。全国学生救国联合会送挽联：“鲁迅先生不死；中华民族永生！”
10月21日下午16时，覆盖灵柩用的绸幛和出丧的乐队还没有准备好，沈钧儒嘱咐当时担任上海各界救国联合会干事的姚士彦马上去办理：“绸幛应该怎样，乐队应该怎样，原都应由治丧委员会决定，现在来不及了，你一定去办好”，务必于第二天上午九时前办好。姚士彦决定用大幅白绸幛，上面写着“民族魂”三个黑色大字。于是，立马就去汉口路申报馆隔壁一家礼品店赶制。绸幛送到治丧委员会后，沈钧儒看了“民族魂”三字，认为非常恰当，其他治丧委员们也都认为很合适。
10月22日是为鲁迅出殡送葬的日子。上午至中午，又来了北平、天津、济南、香港等地特地远道赶来的46个学生团体2100多人前来瞻仰。10月22日下午1时50分，举行隆重的“启灵祭”。宋庆龄、蔡元培等人肃立棺木前，行完礼后，棺盖被工作人员彻底封严，众人绕灵一周。葬仪的行列准备出发，青年蜂拥而上，争取着灵堂的挽联、悼词的轴子，高高举起，加入送葬队列。最后，灵堂里单单留下了上海市长吴铁城送的挽联。下午二时整，青年作家十六人抬起灵柩，蔡元培、宋庆龄等人扶灵。抬灵人员分为左右两排，最前面的两个是李堯棠﹙巴金﹚、鹿地亘，后面依次为胡风、曹白；黄源、张天翼；靳以、姚克；吴朗西、周文；萧军（田军）、黎烈文；还有孟十还、陈白尘、萧乾、聂绀弩、欧阳山。郁达夫在《怀鲁迅》一文中：“没有伟大的人物出现的民族，是世界上最可怜的生物之群；有了伟大的人物，而不知拥护、爱戴、崇仰的国家，是没有希望的奴隶之邦。”灵柩被移至灵车内后，送殡队伍正式出发。原定的送葬路线是从殡仪馆出发，经过繁华热闹的市区，兜一圈，最后进入万国公墓的。由于上海市政府反对，只好改走比较冷清偏僻的街道，从胶州路殡仪馆出发，沿着静安寺路———极司非尔路（梵皇渡路）———地丰路（迪化北路）———大西路（中正西路）———哥伦比亚路（番禺路）———虹桥路，向万国公墓走去。当时沪西一带，所经马路两边，十几万群众在路边送行。走在送葬队伍最前面的是欧阳山、蒋牧良等高举写着“鲁迅先生殡仪”六个大字的白布横幅。紧接着依次是长长的挽联队、花圈队、挽歌队、遗像、灵车、鲁迅亲人家属车、执绋仪仗队，最后面跟随的是自发随行送葬的群众队伍两万多人。挽歌队走在队伍中间，一边行进，一边在总指挥、年轻音乐家麦新的指挥下，流着热泪高唱着张庚作词、吕骥谱曲的《鲁迅先生挽歌》。鲁迅灵柩上覆盖长202厘米、宽103厘米，由沈钧儒书写着“民族魂”白绫大旗。 
10月22日下午4时30分，在万国公墓墓地举行了隆重的安葬仪式，现场人山人海，约两万人。蔡元培、宋庆龄、沈钧儒等立在高台上。宋庆龄、蔡元培、沈钧儒、内山完造、邹韬奋先后发表了安葬致辞。沈钧儒致辞：“高尔基前几个月死了，死后由苏联政府替他国葬。现在，像鲁迅这样伟大的作家，我们人民群众一致要求国葬，但政府不管。今天我们人民自己来葬，到的都是民众自己。这个，我想鲁迅先生一定很愿意！”田军（即萧军）代表“治丧办事处”同仁和《译文》等四个杂志社同仁作了简短的致词。许广平携着幼子海婴，肃然伫立墓前。吕骥指挥在场全体人士齐唱为鲁迅创作的《安息歌》。歌声中，由巴金等14个青年作家，将灵柩缓缓葬入墓穴。墓碑上“鲁迅先生之墓”六个稚嫩的字，是鲁迅年仅七岁的儿子周海婴题写。
1956年，鲁迅墓迁移重建于上海虹口公园。
关于鲁迅之死，亦有一些争议。鲁迅之子周海婴曾撰文，怀疑是其信任有加的日本医生须藤五百三故意误诊，致其得不到正常治疗而早死，后经证实，鲁迅的真实死因应该为由肺结核和肺气肿诱发的严重气胸。

## 著作
鲁迅作品题材广泛，形式多样灵活，风格鲜明独特。在他的人生中，创作的作品，体裁涉及小说、杂文、散文、诗歌等。有《鲁迅全集》二十卷1000余万字传世。在中华人民共和国成立后，其多篇作品被选入中小学语文教材，如《记念刘和珍君》，《祝福》，《少年闰土》《阿长与山海经》等，对新中国的语言和文学有着深远的影响。

### 小说
鲁迅以小说创作起家。1918年在《新青年》杂志发表的《狂人日记》是中国现代白话小说的开山之作，影响深远。其后，鲁迅连续发表多篇短篇小说和一个中篇小说《阿Q正传》。
- 前期小说编入《呐喊》、《彷徨》两个小说集，分别于1923年和1926年出版。
- 代表作有《阿Q正传》、《祝福》、《孔乙己》、《故鄉》等。主人公阿Q、祥林嫂、孔乙己、闰土等在中国妇孺皆知。

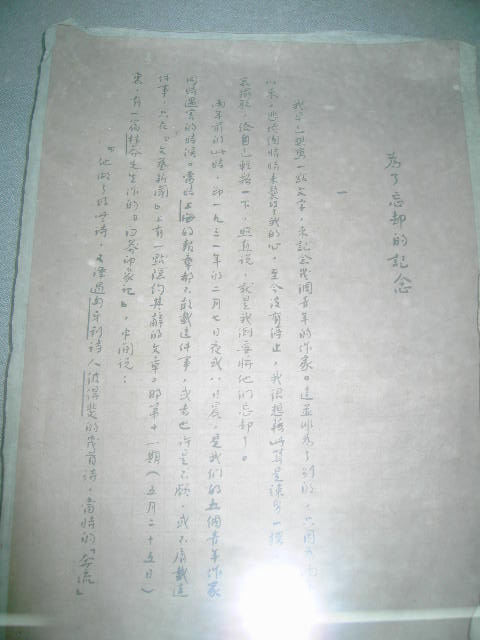
鲁迅1933年为纪念“左联五烈士”所写的《为了忘却的纪念》（手稿）

鲁迅的小说数量不多，但意义重大，名篇迭出。他前期的小说往往没有离奇曲折的剧情，而是以清末民初的底层百姓生活为主，注重细节描写，能在点滴间以白描手法鲜明刻画人物，并挖掘微妙的心理变化。主要表现底层人民思想的麻木愚昧和生活的艰辛。“我的取材，多采自病态社会的不幸的人们中，意思是在揭出病苦，引起疗救的注意。”后来随着社会形势的变化，鲁迅逐渐放弃了计划中的长篇小说创作，转向杂文写作。
鲁迅后期小说作品则以借历史典故映射现实生活，风格从容充裕、幽默洒脱，大异前期。
- 后期小说共有八篇，结集为《故事新编》于1936年出版。

魯迅小說主題多是反封建、反禮教、反傳統，反迷信，反映人性的陰暗面，善於諷刺，用筆深刻冷雋而富幽默感，善於創造典型人物，描寫人物的面貌言語、心理和行動，並善於描寫環境、場面及渲染氣氛。
魯迅深受日、俄文學作品影響，體裁新穎獨創，句法簡潔峭拔，故事多以故鄉為背景，且多屬有所本者。

### 杂文
鲁迅首创了以论理为主，形式灵活的新文体——“杂文”，并将之发扬光大。他的杂文数量极多，题材广泛，形象鲜明，论辩犀利，文风多变，毛泽东誉之为“匕首”和“投枪”（匕首投枪一說本於魯迅《南腔北調集》中的《小品文的危機》），深入揭示了当时中国社会各方面的问题。
魯迅雜文是匕首、是投鎗，「論時事不留面子，砭錮弊常取類型」，題材廣泛，對社會的黑暗面、民族的劣根性，觀察深刻。形式靈活多變，有多樣風格和筆法，有的隱晦曲折，有的幽默詼諧，均能在使人會意的一笑中達到諷刺的效果。有的沉鬱嚴峻，在似乎從容的敘述中，蘊藏著對敵人的無限憤懣。
- 共有《热风》1925、《坟》1927、《华盖集》1926、《华盖集续编》1927、《华盖集续编的续编》、《而已集》1928、《三闲集》1932、《二心集》1932、《南腔北调集》1934、《伪自由书》1933、《准风月谈》1934、《花边文学》1936、《且介亭杂文集》1937、《且介亭杂文二集》1937、《且介亭杂文末编》1937、《集外集》1935等16部杂文集。

- 代表作有《论“费厄泼赖”应该缓行》、《记念刘和珍君》、《“友邦惊诧”论》等。

魯迅雜文多次批評中國人攀附滿蒙戰功。1929年7月中俄為東北鐵路戰鬥時，清癯《吾國征俄戰史之一頁》一文稱，成吉思汗諸子陷莫斯科，有歐亞混一之勢，是「吾國戰史上最有光彩最有榮譽之一頁」。魯迅回一篇雜文《吾國征俄戰史之一頁》，認為當時中俄兩國境遇正一樣，都是被蒙古人征服，反問為何中國人現在竟來硬霸「元人」為自己的先人，滿臉光彩地去驕傲同受壓迫的斯拉夫種。倘照此論法，俄國人就也可以作「吾國征華史之一頁」，說他們在元代包有中國的版圖。1934年9月魯迅所寫《中秋二愿》，譏諷「我們元朝是征服了歐洲的」之說法，「紙煙鋪子的選舉中國政界偉人投票，還是列成吉思汗為其中之一人」之做法，魯迅之中秋願望是「從此不再胡亂和別人去攀親」。同年《隨便翻翻》、《拿破侖與隋那》亦有蒙古西征非中國榮光之說法。
魯迅雜文又指滿清入關實乃中國人被殲滅、做奴隸。1925年《忽然想到 (一至四).四》說：中國雖完，自己的精神是不會苦的，——因為都能變出合式的態度來。倘有不信，請看清朝的漢人所做的頌揚武功的文章去，開口「大兵」，閉口「我軍」，你能料得到被這「大兵」「我軍」所敗的就是漢人的麼？你將以為漢人帶了兵將別的一種什麼野蠻腐敗民族殲滅了。1934年《算賬》說：「揚州十日」，「嘉定三屠」這些小事情，不提也好罷，但失去全國的土地，大家十足做了二百五十年奴隸……只要尊孔而崇儒，便不妨向任何新朝俯首。對新朝的說法，就叫作「反過來征服中國民族的心」。

### 散文
鲁迅散文也有着重要的地位，魯迅在空虛失望之餘以小品文吐露心聲，反映時代。主要作品结集为《朝花夕拾》和《野草》。
- 《朝花夕拾》以追忆儿时往事为主，筆調優美，感情沉鬱，平易晓畅，风趣生动。代表作有《从百草园到三味书屋》等。
- 《野草》则以尼采式的散文诗形式，以抒情為主，「是散文，是詩；既有思想，也有詩的感情和意境，詩的美。而又既不是散文，也不是詩，是思想感情集中的散文詩」，表达对社会、人生的批判反思，反映了作者当时虚无主义的悲观心境。语言色彩艳丽而冷峻峭拔，意象独特而富有暗示性，意境晦暗幽深，被譽為魯迅「最偉大的藝術品」。[31]对日后中国白话散文诗的发展有着一定影响。
- 《鲁迅自传》1930年

### 诗歌
鲁迅并不看重自己的诗歌创作，只是偶尔为之。其詩作傳世無多，主要以旧体的近體詩为主，多有佳句。早期诗歌深受古诗影响，多吟咏离情感伤。留学日本时作《自题小像》，“寄意寒星荃不察，我以我血荐轩辕”，真切动人，境界大开。鲁迅为纪念遇害的《左联五烈士》做的《无题》一詩（慣於長夜過春時，挈婦將雛鬢有絲。夢裏依稀慈母淚，城頭變幻大王旗。忍看朋輩成新鬼，怒向刀叢覓小詩。吟罷低眉無寫處，月光如水照緇衣），寫出亂世友人遭逢政治迫害情景，令人為之動容；趙聰《三十年代文壇點將錄》說，時人稱「三百年來無此作！」1922年創作《徬徨·題辭》：“寂寞新文苑，平安舊戰場。兩間餘一卒，荷戟獨徬徨”，描述文學創作路上嘔心瀝血孤行，也是著名代表作之一。
相较同时代的其他诗人，鲁迅的诗歌在当代被引用的频率很高。“度尽劫波兄弟在，相逢一笑泯恩仇”（《題三義塔》），是常被引用来表示國共和解，和海峽兩岸和解的名句，如溫家寶在2008年3月18日十一屆全國人大一次會議閉幕後，回答台灣記者提問「是否會對台灣釋出更多的經貿優惠政策」，溫家寶回答中引用這句話。“横眉冷对千夫指，俯首甘为孺子牛”，则常被引用以自况。鲁迅诗歌收于《集外集》等诗文集中。
- 《鲁迅诗歌选》1977年，天津人民出版社
- 《鲁迅诗歌全集》2007年，长江文艺出版社

### 學術研究
鲁迅在学术上也有很高的造诣，著有《中国小说史略》、《汉文学史纲要》等。

### 译作
鲁迅也以译作著名。在鲁迅留下的1000多万字作品中，有一半是翻译文字。他在前期主要翻译欧美文学及日本文学作品，如尼采、凡尔纳等，后期则主要翻译东欧文学及苏联文学的革命文学作品。他的翻译强调忠实原文，有时甚至连原句的结构也不加改动，以“硬译”风格闻名。他曾希望借引入欧式的长句，来增加汉语对复杂关系的表现力。据统计，鲁迅总共翻译过14个国家近百位作家200多种作品。

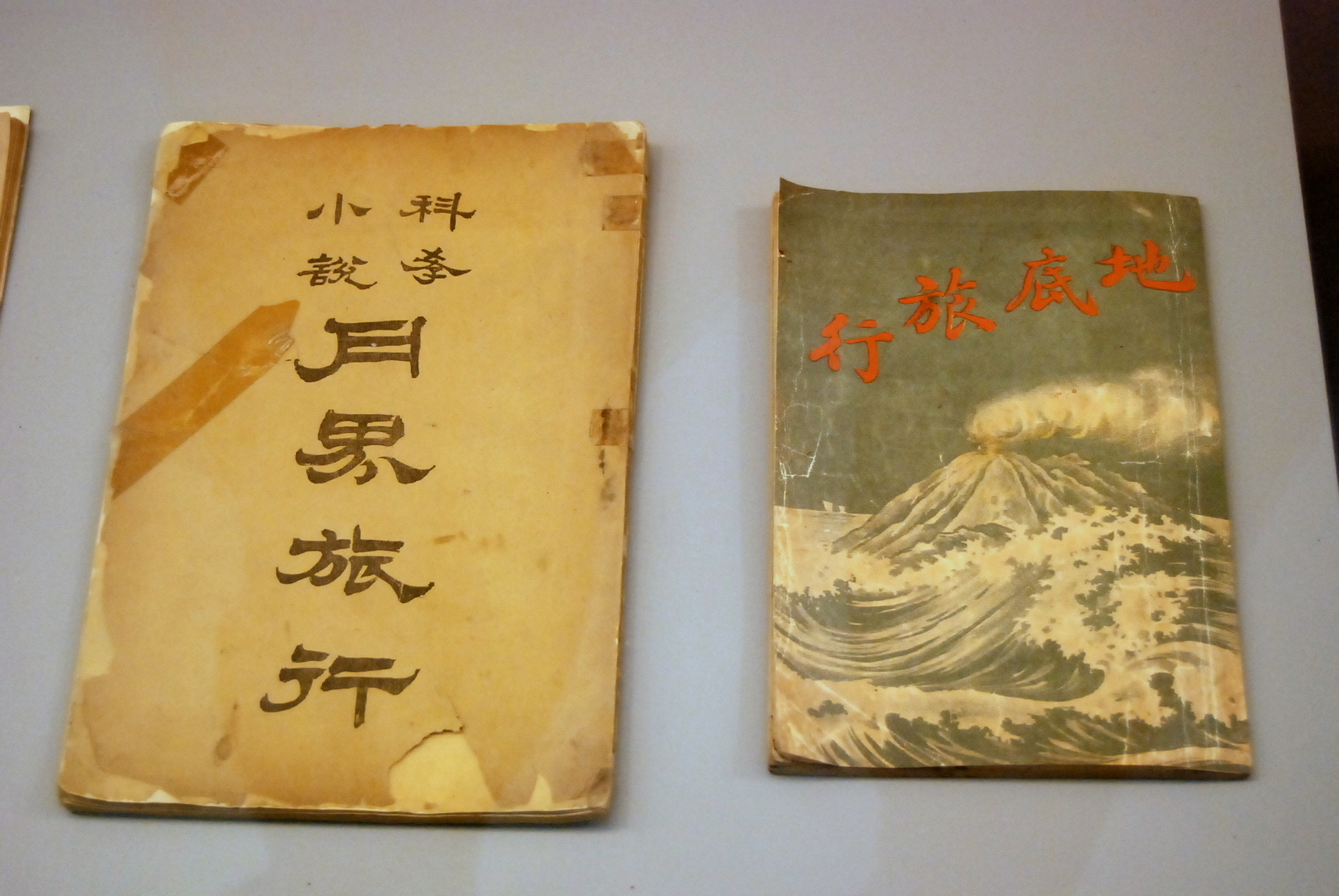
鲁迅翻译的两本凡尔纳的科幻小说《月界旅行》和《地底旅行》。

- 《鲁迅译文集》（共10卷）1953年，人民文学出版社
- 《鲁迅译文全集》（共8卷）2008年，福建教育出版社

### 其他
此外还有《鲁迅书信集》、《鲁迅日记》等存世。

### 文集
- 《鲁迅全集》（全20册）1938版，鲁迅全集出版社
- 《鲁迅全集》（全20册）1973版，人民文学出版社
- 《鲁迅全集》（全18卷）2005版，人民文学出版社
- 《鲁迅著作手稿全集》（全12册）1999年，福建教育出版社
- 《鲁迅手稿全集》（全78册）2021年，北京图书馆出版社

## 語文素養
魯迅的古文、吳語、日本語水平很高，德語也相當不錯，魯迅是吳越紹興人，母語是吳語，文章中有不少紹興話和上海話，在陸師學堂附屬礦路學堂就已開始學德語，到了日本以後，舊日本帝國的現代醫學流行用德語，德文是醫學專業必修的外國語文。魯迅在仙台1年半，德文從來沒有放掉，時時有在看書。
魯迅生前曾多次公開宣稱「我不懂英文」。《〈阿Q正傳〉的成因》裡，魯迅說完「英文的似乎譯得很懇切，但我不懂英文，不能說什麼。」又接著說「只是偶然看見還有可以商榷的兩處：一是『三百大錢九二串』當譯為『三百大錢，以九十二文作為一百』的意思；二是『柿油党』不如譯音，因為原是『自由党』，鄉下人不能懂，便訛成他們能懂的『柿油党』了。」從這裡也就可以知道，魯迅還是能看點英文的，只是水平不能和他掌握得較好的幾個語種相比。《魯迅日記》附載的《書帳》（圖書採買紀錄）裡面可以看到魯迅買的很多外國書名，有相當數量的英文書。
周作人《魯迅與英文》一文說：「他是反對英文的。在光緒戊戌（1897）年他最初考進水師學堂，也曾學過英文，Question這字他當然是認識的，不久改進陸師附屬的礦路學堂，便不學了，到了日本進了仙台醫校之后改學德文，這才一直學習，利用了來譯出好些的書。他深惡那高尔基說過的黃糞的美國，對於英文也沒好感，自然他也很佩服拜倫、雪萊等詩人，覺得從英文譯書也可以，但是使用整句整個英文字的作風是為他所最反對的。他不用阿K而偏要用Q字，這似乎是一個問題。不過據他自己說，便只為那Q字有個小辮子，覺得好玩罷了。如有人不相信這個說明，那自然也是可以的。」
魯迅不贊成說話和文章夾雜英文，在文章中帶有英文時常有諷刺性。

## 寫作目的

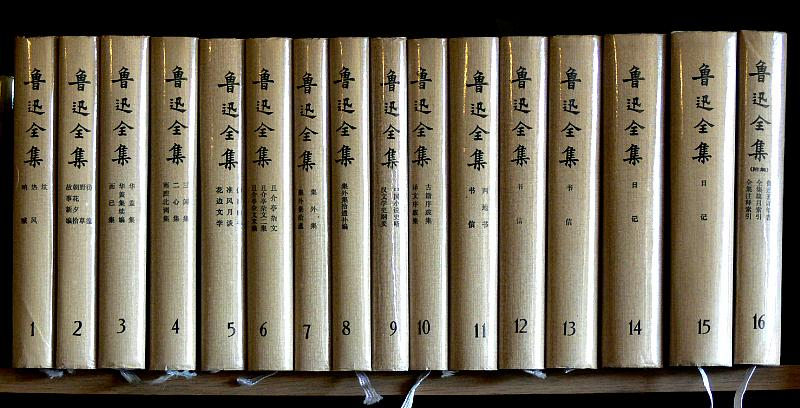
人民文学出版社出版的《鲁迅全集》十六卷

魯迅說他寫作的目的，一是“為那些為中國的改革而「奔馳的猛士」，他們在寂寞中奮戰，我有責任為他們吶喊，要給予他們哪怕是微弱的慰藉”。二是為那些“如我年輕時候似的正做著美夢的青年，正是因為他們，我‘必須在作品中’處處給予一種不退走，不悲觀，不絕望的誘導，而對自己內心深處的悲涼感有所扼制（何況我對於悲涼感本身也是持有懷疑態度的）”。三是他的敵人，魯迅說，“我的敵人活得太愉快了，我幹嘛要讓他們那麼愉快呢？我要像一個黑色魔鬼那樣，站在他們面前，使他們感到他們的不圓滿”。

## 爱好
虽然鲁迅一辈子十分珍惜时间，但他从来不把培养各方面的兴趣爱好视为浪费时间。他喜欢收集板画，石刻和书籍。他还热于种一些花花草草。

### 木刻版画
鲁迅终生偏爱版画，尤其木刻，被称为“中国新兴木刻版画之父”。1931年，鲁迅在上海创办了“木刻讲习会”，中国新兴木刻版画运动从此开始。鲁迅收藏的新兴木刻版画作品有2000多件，当时很多新兴木刻版画的创作者在后来从军从政，无暇顾及这些作品，便转交给鲁迅保管。
他曾留学日本，日本是版画的国度，鲁迅的绘画品味或受求学环境之影响。
幼年喜爱《山海经》木版版画刻本；青壮年时迷恋西欧苏俄前卫版画，为木刻展览写前言，自费印制版画集，资助青年木刻家，培植左翼木刻；中年晚岁编印《北平笺谱》。

### 篆刻
鲁迅年少时，其叔父周芹候钻研篆刻，鲁迅见闻习染就学会了篆刻。1899年，鲁迅在南京矿路学堂学习期间曾刻过“文章误我”、“戛剑生”、“戎马书生”等印章。1916年，鲁迅与周作人合作为杜泽卿的印谱《蜕龛印存》作序，这篇序阐述了印章发展的历史，鲁迅在文中表示他十分欣赏汉朝印章风格的“自然之妙”。鲁迅在致李尹桑的书信中提到了对篆刻家的评论说：
僕于西泠，差喜龙泓，余子圭角太甚，似伤和雅。皖派折心石如，白文为佳。若吾乡垢道人、巴予藉二公，非特开西泠之祖师，而且阐古玺之秘奥，能（早）于陈簠斋、王廉生诸子数百年前具此慧眼。在敝人坚持斯论，未免有齐人称仲之诮也。近贤如赵悲庵，亦推崇巴氏，真能不囿于畛域者也。流日篆刻之士，鉴于齐、鲁、吴、越，近年金石家新出土印谱，学风渐响，周秦古玺求奥竅。

## 评价
对于鲁迅的评价以正面为主，在中国大陆、港澳地区、台澎金马地区及其他国家或地区的評價普遍都很高，在东亚地区尤甚。

### 正面评价
- 毛澤東：“我们纪念他，不仅因为他的文章写得好，是一个伟大的文学家，而且因为他是一个民族解放的急先锋，给革命以很大的助力。他并不是共产党组织中的一人，然而他的思想、行动、著作，都是马克思主义的。他是党外的布尔什维克。……鲁迅先生的第一个特点，是他的政治的远见。……鲁迅在中国的价值，据我看要算是中国的第一等圣人。孔夫子是封建社会的圣人，鲁迅则是现代中国的圣人。……鲁迅的第二个特点，就是他的斗争精神。……鲁迅的第三个特点是他的牺牲精神。……综合上述这几个特点，形成了一种伟大的‘鲁迅精神’。”[46]“鲁迅，就是这个文化新军的最伟大和最英勇的旗手。鲁迅是中国文化革命的主将，他不但是伟大的文学家，而且是伟大的思想家和伟大的革命家。鲁迅的骨头是最硬的，他没有丝毫的奴颜和媚骨，这是殖民地半殖民地人民最可宝贵的性格。鲁迅是在文化战线上，代表全民族的大多数，向着敌人冲锋陷阵的最正确、最勇敢、最坚决、最忠实、最热忱的空前的民族英雄。鲁迅的方向，就是中华民族新文化的方向。”[47]

- 陈独秀：“世之毁誉过当者，莫如对于鲁迅先生。鲁迅先生和他的弟弟启明先生，都是《新青年》作者之一人，虽然不是最主要的作者，发表的文字也很不少，尤其是启明先生；然而他们两位，都有他们自己独立的思想，不是因为附和《新青年》作者中那一个人而参加的，所以他们的作品在《新青年》中特别有价值，这是我个人的私见。鲁迅先生的短篇幽默文章，在中国有空前的天才，思想也是前进的。在民国十六七年，他还没有接近政党以前，党中一班无知妄人，把他骂得一文不值，那时我曾为他大抱不平。后来他接近了政党，同是那一班无知妄人，忽然把他抬到三十三层天以上，仿佛鲁迅先生从前是个狗，后来是个神。我却以为真实的鲁迅并不是神，也不是狗，而是个人，有文学天才的人。”[48]

- 蔡元培：“鲁迅先生的创作，除《坟》、《呐喊》、《野草》数种外，均成于一九二五年至一九三六年中，其文除小说、书信一种外，均为杂文与短评，以十二年光阴成此许多作品，他的感想之丰富，观察之深刻，意境之隽永，字句之正确，他人所苦思力索而不易得当的，他就很自然的写出来，这是何等天才!何等学力!”[49]

- 胡适：“我以为不必攻击其私人行为。鲁迅狺狺攻击我们，其实何损于我们一丝一毫？……鲁迅自有他的长处。如他的早年文学作品，如他的小说史研究，皆是上等工作。”[50]
胡适在1956年曾对周策纵说：“鲁迅是个自由主义者，绝不会为外力所屈服，鲁迅是我们的人。”[51]

- 郁达夫：“如问中国自有新文学运动以来，谁最伟大？谁最能代表这个时代？我将毫不踌躇地回答：是鲁迅。鲁迅的小说，比之中国几千年来所有这方面的杰作，更高一步。至于他的随笔杂感，更提供了前不见古人，而后人又绝不能追随的风格，首先其特色为观察之深刻，谈锋之犀利，文笔之简洁，比喻之巧妙，又因其飘溢几分幽默的气氛，就难怪读者会感到一种即使喝毒酒也不怕死似的凄厉的风味。当我们热衷去掌握现实时，他已把握了古今与未来。要全面了解中国的民族精神，除了读《鲁迅全集》以外，别无捷径。”[52]
- 张春桥：“鲁迅早期著作中，研究国民性的相当多，几乎成了他关注的中心，从学医到学文，也是为了改造中国的国民性。他说的国民性涉及很广，但是，据我看，他始终没有研究清楚……正因为这样，有些学者往往抓住鲁迅早期思想的弱点，加以发挥，攻击中国的国民性，或曰中国人愚昧无知，只配做亡国奴，或曰只有教育救国、或实业救国、或科学救国，而不提帝国主义、封建主义、官僚资本主义这三座大山压死了多少中国国民，只有革命才能救中国，才能改造中国的国民性。 鲁迅和这些人不同。他对中国社会有极其深刻的认识，他对鲁四老爷、假洋鬼子是痛恨的，对人民是满腔热情的。在中国文学史上第一个宣布封建制度是吃人的制度的，是鲁迅，是他的《狂人日记》。在今天，要想了解辛亥革命前后的中国社会，鲁迅的作品是极生动、极重要的材料。”[53]

- 日本作家，诺贝尔文学奖获得者大江健三郎：“二十世纪亚洲最伟大作家。”

- 韩国文学评论家金良守：“二十世纪东亚文化地图上占最大领土的作家”。

- 德国著名汉学家顾彬：「鲁迅是（中国）20世纪无人可及也无法逾越的作家。」

- 木心：在我的心目中，鲁迅先生是一位卓越的“文体家”。在欧陆，尤其在法国，“文体家”是对文学家的最高尊称。纪德是文体家，罗曼罗兰就不是。

- 瑞典著名汉学家、诺贝尔文学奖终审评委马悦然曾澄清鲁迅拒绝获诺贝尔文学奖的传闻说：“鲁迅是在1936年去世了，那个时候，1930年代根本就没有外边的人知道鲁迅是谁，也没听说过他的名字。《呐喊》、《彷徨》是1950年代才翻成外文（原话如此，经查证，鲁迅作品最早被翻译为西方文字，是1936年8月英国乔治·C·哈拉普公司出版的《活的中国——现代中国短篇小说选》，收录了《药》、《一件小事》、《孔乙己》、《祝福》等多篇作品），是杨宪益翻译的（真实译者为斯诺），翻译得很好，但是那个时候鲁迅已经不在了。”[54]

- 1949年山東当代诗人臧克家为纪念鲁迅逝世13周年而写了一首抒情诗，题为《有的人》。其开篇“有的人活着，他已经死了；有的人死了，他还活着”至今仍被人们广为传诵。

- 葉公超写《关于非战士的鲁迅》—文，发表在1936年11月1日的天津《益世报》增刊上说：“我有时读他的杂感文字，一方面感到他的文字好，同时又感到他所瞄准（鲁迅最爱用各种军事名词的）的对象实在不值得一粒子弹。骂他的人和被他骂的人实在没有一在任何方面是与他同等的。”

- 日本文学家尾崎秀实：“左联的泰斗”。[55]

- 日本作家山上正义称鲁迅是“中国现代文学主流的唯一代表者”。[55]

- 日本作家增田涉称赞鲁迅为“中国文艺界庞然的斯芬克斯”。[55]

- 王蒙：“文坛上有一个鲁迅那是非常伟大的事。如果有五十个鲁迅呢？我的天！”[56]

### 负面评价
鲁迅去世时，苏雪林写信阻止蔡元培担任鲁迅治丧委员会成员，称之为“玷辱士林之衣冠败类，廿四史文學传所无之奸恶小人”，“盘踞上海文坛时，密布爪牙，巧设网罗”，“文网之密，胜于周来之狱，诛锄之酷，不啻瓜蔓之抄”，引发与左派作家之间的笔战。
台湾学者郑学稼著述的《鲁迅正传》对魯迅的性格多有微词。
唐紹華認為，魯迅「對任何現實永遠不會滿意，因而變成真正的為反對而反對的反對者。」
钱玄同曾总括他有三点短处：多疑，轻信，迁怒。
邵洵美在1935年续写小说《珰女士》下篇时，描写了个“不如他意他就恨你，一恨你就把你当成了死对头”的“周老头儿”，加以影射。在1938年，邵洵美回答斯诺夫人说：“鲁迅不能算最伟大的小说家，他的成就并不在于小说。”。

### 其他评价
- 1979年錢鍾書在美國表示：“魯迅的短篇小說寫得非常好，但是他只適宜寫‘短氣’（Short-winded）的篇章，不適宜寫‘長氣’（Long-winded）的，像是阿Q便顯得太長了，應當加以修剪（Curtailed）才好。”[61]

- 李敖：“我認為魯迅並不差，但是在大陸被過分高估，魯迅《阿Q正傳》和《中國小說史略》，都是非常好的書。魯迅的小說不差，可是魯迅的雜文不好。第一，受日語的文法影響太多，也有一種文言文轉過來的感覺，不夠成熟。文字彆扭。第二，他雜文裏面的情緒太多，真正的資料並不多。你看我罵人王八蛋的時候，可是骨子裏還是証據。魯迅只有罵了王八蛋而已。拿我和魯迅相比的人，這個人沒有進步！因為時代變了，我們的文章比他們寫得好，我們其實比他們有勇氣，我們沒有藏在租界裏；還有，我到死也沒拿國民黨的錢啊！他還拿國民黨的錢，中央研究院的錢一直在拿，蔡元培給他安排的。魯迅敢罵日本人嗎？他從來不敢罵日本人。魯迅是個相當世故的紹興師爺，跟我們不一樣。”[62][63][64]李敖还提及鲁迅在胡风问他萧军应该不应该入党时，回信说不要入，进去了就這樣死了云云（杂评鲁迅和他的孙子）。[65]

- 王朔：“我要说，鲁迅的小说写得确实不错，但不是都好，没有一个作家的全部作品都好，那是扯淡。而且，说鲁迅的小说代表中国小说的最高水平，那也不是事实。”[66]

- 夏志清：“鲁迅是中国最早用西式新体写小说的人，也被公认为最伟大的现代中国作家。在他一生最后的六年中，他是左翼报刊读者群心目中的文化界偶像。自从他于1936年逝世以后，他的声誉越来越神话化了。他死后不久，二十大本的《鲁迅全集》就立即出版，成了近代中国文学界的大事。但是更引人注目的是有关鲁迅的著作大批出笼：回忆录、传记、关于他作品与思想的论著，以及在过去二十年间，报章杂志上所刊载的纪念他逝世的多得不可胜数的文章。中国现代作家中，从没有人享此殊荣。这种殊荣当然是中共的制造品。当然，在中共把他捧为英雄以前，鲁迅已经是一位甚受推崇的作家。没有他本人的声望作基础，中共也不必费力捏造出如此一个神话。……鲁迅的最佳小说都收集在两本集子里：第一集《呐喊》和第二集《彷徨》。在他的最佳小说中，他只探病而不诊治，这是由于他对小说艺术的极高崇敬，使他只把赤裸裸的现实表达出来而不掺杂已见。……在《药》的结尾，这幕凄凉的景象，配以乌鸦的戏剧讽刺性，可说是中国现代小说创作的一个高峰。……《呐喊》集中的最长的一篇当然是《阿Q正传》，它也是现代中国小说中唯一享有国际盛誉的作品。然而就它的艺术价值而论，这篇小说显然受到过誉。《阿Q正传》轰动中国文坛，主要是因为中国读者在阿Q身上发现了中华民族的病态。……《彷徨》就总体而论比《呐喊》更好，但是由于它主要的气氛是悲观沮丧的，所以并没有受到更热烈的好评。然而作者自己是知道它的优点的。……《故事新编》的浅薄与零乱显示出一个杰出的（虽然路子狭小的）小说家可悲的没落。由于鲁迅怕探索自己的心灵，怕自己流露出对中国的悲观和阴沉的看法，所以，他只能压制自己深藏的感情，来做政治讽刺的工作。……鲁迅的杂文非常有娱乐性，但是因为他基本的观点不多，即使是发挥得淋漓尽致——所以他15本杂文给人的总印象是搬弄是非、啰啰唆唆。大体上说来，鲁迅为其时代所摆布，而不能算是他那个时代的导师和讽刺家。……（与创造社论战的时候），鲁迅已开始阅读有关马克思主义和苏联文艺的日文书籍。无论从哪方面看来，这些书籍对他的性格和思想的影响极为微小。”[67]

## 思想倾向和政治观点
1926年前，鲁迅的思想倾向于个人无政府主义和人道主义。早在1908年8月，鲁迅便在《河南》杂志上发布《文化偏至论》一文，肯定了施蒂纳、尼采等人的个人主义思想。1925年5月30日，他更是在给许广平的信中指出：“其实，我的意见原也不容易了然，因为其中本有着许多矛盾，教我自己说，或者是“人道主义”与“个人的无治主义”的两种思想的消长起伏罢。”
在延安，创办的文学院取名鲁迅文学院，后改为鲁迅艺术文学院。1949年中华人民共和国成立后，鲁迅的文学地位得到主流意识形态的高度肯定。鲁迅的众多文章被选为大陆中小学语文教材的课文。现今仍然存在官方的鲁迅研究机构和专门的鲁迅研究杂志。
鲁迅在其文集《且介亭杂文》的《答国际文学社问》一文中提到自己对苏联及其相关问题的一些看法。
|                          | 一、苏联的存在与成功，对于你怎样（苏维埃建设的十月革命，对于你的思想的路径和创作的性质，有什么改变）？ 二、你对于苏维埃文学的意见怎样？ 三、在资本主义的各国，什么事件和种种文化上的进行，特别引起你的注意？ 一，先前，旧社会的腐败，我是觉到了的，我希望着新的社会的起来，但不知道这“新的”该是什么；而且也不知道“新的”起来以后，是否一定就好。待到十月革命后，我才知道这“新的”社会的创造者是无产阶级，但因为资本主义各国的反宣传，对于十月革命还有些冷淡，并且怀疑。现在苏联的存在和成功，使我确切的相信无阶级社会一定要出现，不但完全扫除了怀疑，而且增加许多勇气了。但在创作上，则因为我不在革命的旋涡中心，而且久不能到各处去考察，所以我大约仍然只能暴露旧社会的坏处。 二，我只能看别国——德国，日本——的译本。我觉得现在的讲建设的，还是先前的讲战斗的——如《铁甲列车》，《毁灭》，《铁流》等——于我有兴趣，并且有益。我看苏维埃文学，是大半因为想绍介给中国，而对于中国，现在也还是战斗的作品更为紧要。 三，我在中国，看不见资本主义各国之所谓“文化”；我单知道他们和他们的奴才们，在中国正在用力学和化学的方法，还有电气机械，以拷问革命者，并且用飞机和炸弹以屠杀革命群众。 |
| ——《答国际文学社问》原文 | |

据2001年周海婴著《鲁迅与我七十年》记载，1957年毛泽东在回答罗稷南的问题时表示，如果鲁迅仍然活着，“以我估计，鲁迅要么是关在牢裡还是要写，要么他识大体不作声。”但毛泽东曾于1957年3月在《同文艺界代表的谈话》中说：“我看鲁迅在世还会写杂文……真正的马克思主义者是不怕什么的，任何人也不怕。不怕别人整不整，顶多没有饭吃，讨饭，挨整，坐班房，杀头，受冤枉。”秋石在《追寻历史的真相——毛泽东与鲁迅》一书中通过走访亲历者和查阅当年的文献，认为周海婴所记多处不确，1957年毛泽东对罗稷南回答应该是：“依我看，依鲁迅的性格，即使坐进了班房，他也还是要说要写的。”
曾被打成胡风反革命集团成员而入狱的作家牛汉写道，“1949年或1950年夏天，有读者向《人民日报》文艺部提问：如果鲁迅活着，党会如何看待他？收信人是编辑李离，几个友人会面时曾给我们看过这封信。此信后转请国务院文化工作委员会主任郭沫若答复。郭沫若的回答是：鲁迅和大家一样，要接受思想改造，根据改造实际情况分配适当工作。”
由于鲁迅生前反对国民党政府的官僚腐化，因而受到国民政府的严重打压。1949年后，鲁迅在台湾也一直被当作国民党的反面教材加以贬低。不過，近年台灣也有推動魯迅作品的努力，台北風雲時代出版公司在1990年左右出版《魯迅作品全集》，其出版小引說：「中國自有新文學以來，魯迅當然是引起最多爭議和震撼的作家……全世界以詮釋魯迅的某一作品而獲得博士學位者，也早已不下百餘位之多。」出版小引希望「還原歷史的真貌，讓魯迅作品自己說話」。的確，魯迅作品引起的正反兩面評價之多、之極端，不但是新文學，甚至是中國文學史上罕見的。
蒋介石兼任教育部长期间，有人向蒋介石告密鲁迅隐匿在教育部做特约编辑，蒋介石回答：“这事很好。你知道教育部中，还有与他交好的老同事、老朋友没有？应该派这样的人，去找他，告诉他，我知道了这事，很高兴。我素来很敬仰他，还想和他会会面。只要他愿意去日本住一些时候，不但可以解除通缉令，职位也当然保留；而且如果有别的想法，也可以办到。”
对于中国共产党，据李霽野回忆，鲁迅曾对冯雪峰说过“如果你们的革命胜利，我第一个要逃跑”冯雪峰听了这话，连忙摇头摆手说：那不会，那不会"
鲁迅1934年4月30日写给曹聚仁的信中曾有这句话：“倘当崩溃之际，竟尚幸存，当乞红背心扫上海马路耳”:397有观点认为是鲁迅预感到中共获得内战胜利之后他不一定有好下场的，因而这句话意思是：“如果旧社会崩溃了，我将穿着红背心，在上海马路上扫大街””“旧社会崩溃”，指国民政府倒台，那时他可能发配去扫马路，“红背心”则指清洁工人的工作服。:289但又有观点认为鲁迅目睹了辛亥革命的失败，袁世凯称帝，张勋复辟，中国一天天更加沉入黑暗；特别是亲历了1927年4月国民党发起的四一二事件，所以鲁迅会拥护并站到了被镇压的中国共产党一边:290~291

## 曾用笔名
自树、庚辰、索子、索士、树人、令飞、迅行、树、黄棘、周豫才、周树、唐俟、俟、神飞、迅、风声、尊古、巴人、某生者、小孩子、学之、敖者、俟堂、宴之敖者、即鲁迅、L.S.、冥昭、杜斐、楮冠、楮冠病叟、华约瑟、中拉、葛何德、封余、许霞、EL、ELEF、许遐、L、洛文、令斐、豫才、豫、唐丰瑜、冬华、长庚、宴敖、隋洛文、乐贲、乐雯、它音、佩韦、阿二、丰瑜、明瑟、不堂、白舌、遐观、何家幹、飞、罗怃、干、动轩、周动轩、幹、何干、孺牛、丁萌、游光、丰之余、旅隼、苇索、越客、桃椎、虞明、荀继、家幹、尤刚、符灵、余铭、元艮、白在宣、一尊、敬一尊、子明、张承禄、赵令仪、倪朔尔、栾廷石、张禄如、邓当世、韦士繇、士繇、翁隼、崇巽、常庚、燕客、白道、曼雪、梦文、孟弧、公汗、霍冲、莫朕、中头、史贲、董季荷、杜德机、朔尔、康伯度、焉于、越侨、张沛、华圉、仲度、茹莼、苗挺、及锋、直、隼、直入、阿法、史癖、且介、庚、敖、越山、康郁、洛、姜珂、越丁、旁、齐物论、乐文、周玉才、晓角、戛剑生、何家干。

### 以“记者”等或团体署名
纂述者、编纂者、译者、编辑者、旅沪一记者、编者、旅沪记者、记者、奔流社同人、朝花社、朝花社同人、上海三闲书屋、铁木艺术社、译文社同人。

## 纪念

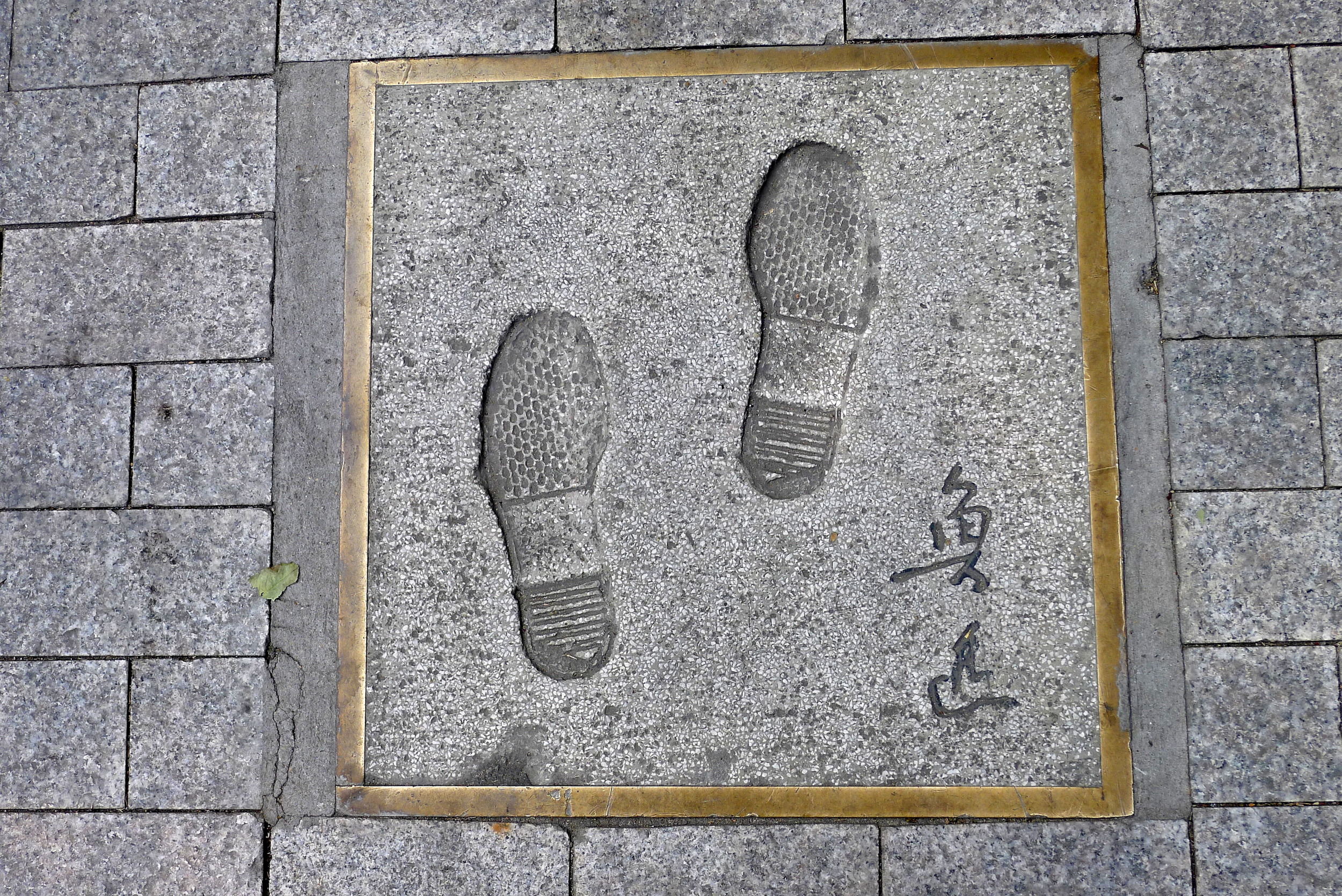
上海多伦路文化名人街鲁迅足印

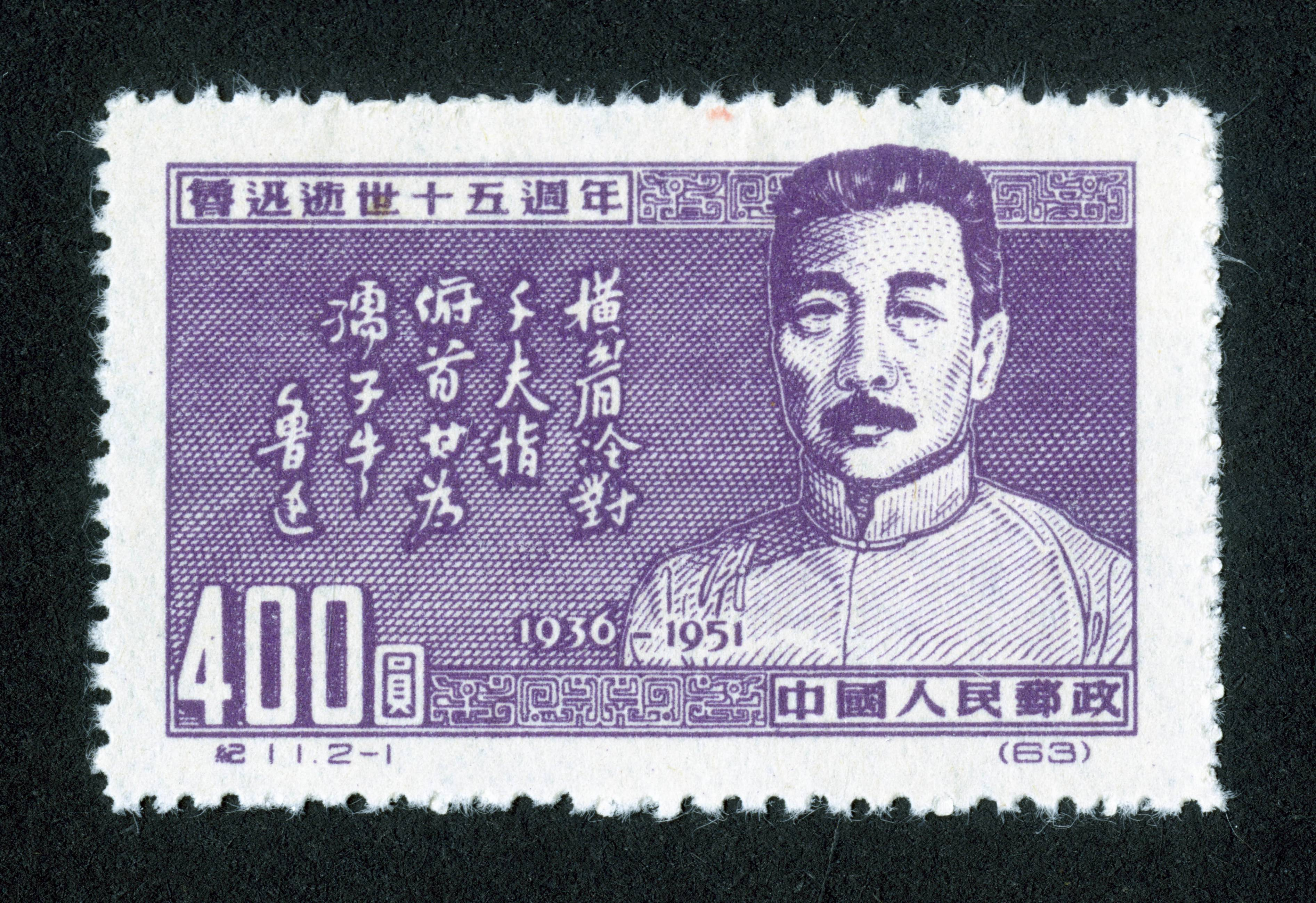
《鲁迅逝世十五周年》纪念邮票

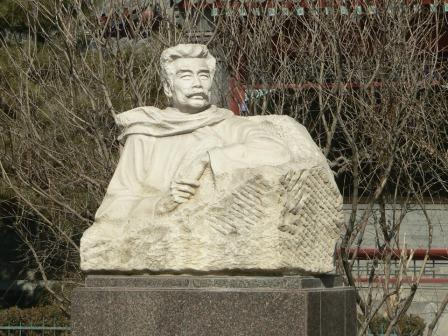
北京鲁迅博物馆中的雕像

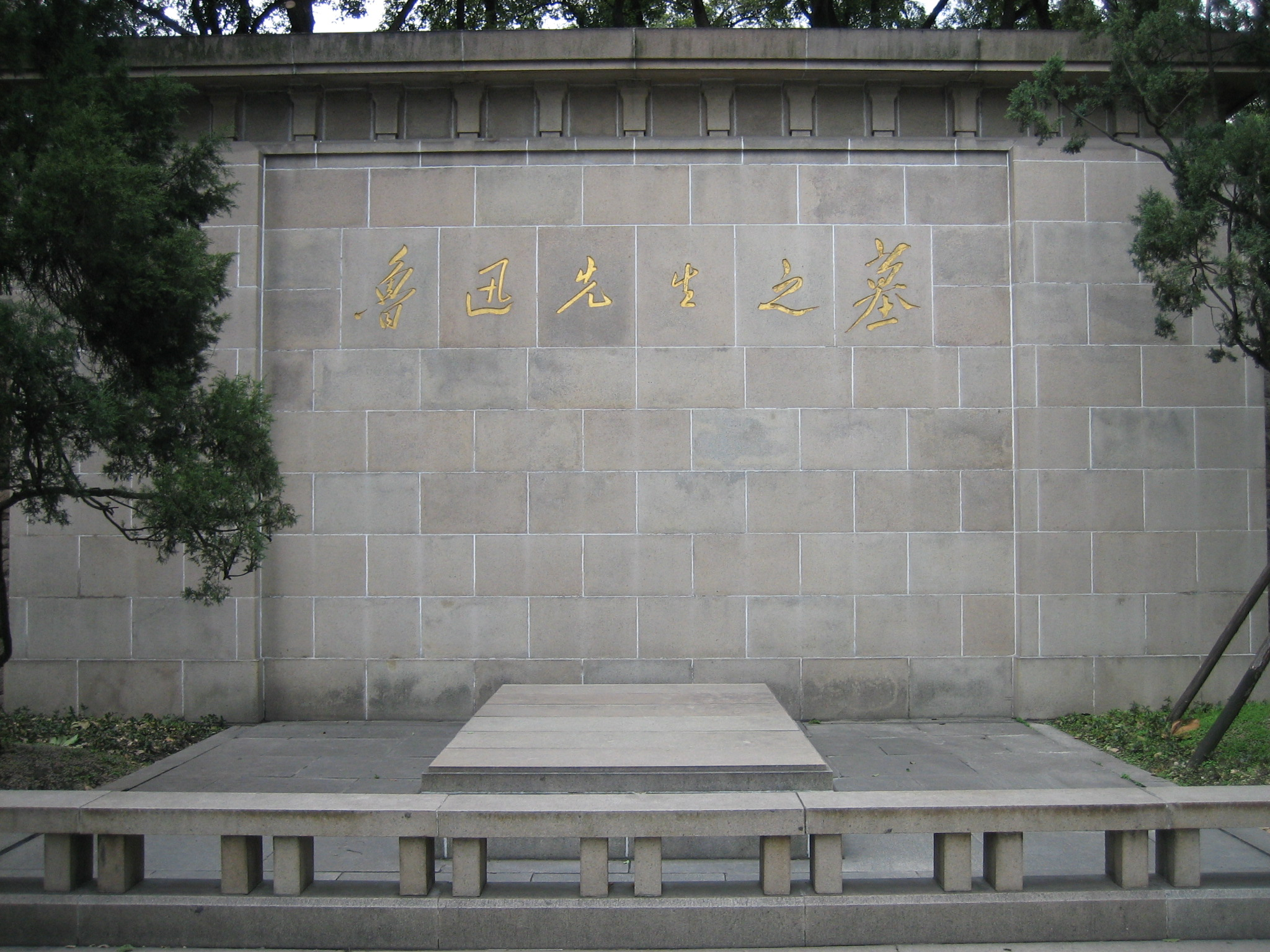
鲁迅墓

纪念鲁迅的方式通常以纪念地、发行纪念品以及举行各种公开纪念活动为主。还有以鲁迅冠名的街道名称。
鲁迅文学奖是中国中短篇小说和诗歌散文的最高文学奖项。1995年起每隔三年评一届。
太宰治生前接受委約，創作了一部描寫魯迅留學生活的小說《惜別》，1945年出版。
2016年，由李静编剧、王翀导演、赵立新主演的戏剧《大先生》在4个城市巡演，被新京报评为年度最佳华语戏剧。

### 纪念地
当今大多数鲁迅曾居住过的地方（绍兴、厦门、广州、北京和上海等地）都保留了鲁迅故居，并建有鲁迅纪念馆、博物馆。上海的鲁迅公园内有鲁迅墓，日本宮城縣亦有鲁迅故居。
2004年10月22日，日本仙台市和东北大学开展了“纪念鲁迅仙台留学100周年市民之会”活动，鲁迅的后人和藤野严九郎的后人都参加了该纪念活动。仙台市立有鲁迅纪念碑，并保留了当年鲁迅曾下宿过的木屋。东北大学也设立了“鲁迅奖”和“鲁迅纪念奖”。

### 纪念邮票
- 1946年10月19日旅大解放区邮政管理局发行《鲁迅逝世十周年纪念》邮票，全套3枚，用满洲國邮政的四版、五版普通邮票加盖“鲁迅逝世十周年”和暂作面值制作而成。[88][89]
- 1951年10月19日发行的纪11《鲁迅逝世十五周年》的两枚一套的邮票，内容相同，为鲁迅正像及其题写的名言“横眉冷对千夫指，俯首甘为孺子牛”。
- 1961年2月26日发行的纪91《鲁迅诞生八十周年》邮票全套一枚，内容为鲁迅的头雕。
- 1966年12月31日发行的纪122《纪念我们的文化革命先驱鲁迅》邮票全套3枚，内容分别为毛泽东的评价、鲁迅正像，及其题写的名言“横眉冷对千夫指，俯首甘为孺子牛”。
- 1976年10月19日发行的J11《纪念中国文化革命的主将鲁迅》邮票，内容分别有鲁迅侧面浮雕像、坐姿半身画像及工农兵在鲁迅头像下前进的情景，全套3枚。
- 1981年发行《鲁迅诞辰一百周年》的J67号纪念邮票，全套2枚，邮票内容分别以版画形式表现了少年与成年的鲁迅，另有茅盾题字。

## 社会关系

### 家庭關係
祖父周福清1871年（同治十年）中進士，曾入翰林，後因個性剛烈，在縣令任內得罪當朝大官，宦途無望，故以捐納得官內閣中書，父親周伯宜是秀才，母親鲁瑞。
鲁迅有三个弟弟：周作人（1885—1967）、周建人（1888—1984）、椿寿（1893—1898）、一个妹妹：端姑（1888年，出生十月即早夭）。
鲁迅早年奉母命被迫与朱安包辦结婚，但兩人婚姻有名無實極少見面。
後鲁迅与其女學生许广平相戀同居並生下獨子周海婴。周海婴之子为周令飞。周令飞在1980年代时与来自臺灣的女同学张纯华相恋并移居臺灣。90年代末又返回大陆工作。

### 人際關係
魯迅對青年人非常愛護，當作自己的子弟看待。受到魯迅指點、教導、培养的學生非常多：孙伏园、增田涉、丁玲、萧红、萧军、黄源、魏建功、唐弢、周文、傅斯年、羅家倫、柔石、殷夫（白莽，兄徐培根是國民黨將領）、许钦文、劉和珍、尚钺、許廣平、胡風、李霽野、李何林、曹靖華、韋素園、韋叢蕪、馮雪峰、章廷謙、臺靜農、金溟若、張我軍、張秀哲、洪炎秋、李秉中、徐梵澄、吳耕民等。但若不受教者，魯迅也不假辭色，在北京大學任教時，只要學生考不好，發考卷時，丟給學生。
魯迅最好的朋友是許壽裳，曾密切交往的朋友也很多；例如郁达夫、瞿秋白、茅盾、日本友人内山完造，与记者曹聚仁、史沫特莱有过交往。教育部時期的同事常來往除了許壽裳還有錢稻孫、齊壽山（齊如山之弟）、马裕藻（即马幼渔，马珏之父），邻居俞芳等人。

## 影响
在中国，鲁迅是一位地位独特的作家。大多数人承认他是重要的现代作家之一。
比较重要的当代鲁迅研究学者有王瑶、林辰、朱正、王得后、钱理群、李欧梵、周策縱、王富仁、陈漱渝、汪晖、张梦阳、徐麟、王乾坤等。学者严家炎、何满子、邵燕祥、林贤治、王元化等对鲁迅先生多有著述；而作为艺术家的张仃、吴冠中、陈丹青、范曾等对鲁迅先生也有精彩的论述。
大多数人认为他文笔犀利、思想深刻，是“新文学”的奠基人。他的小说使用富有创造力的形式对中国人的国民性、中国社会的弊端予以深刻的阐释，是具有批判精神的知识分子；散文诗集《野草》被认为是当时少有的展现出现代主义特质的作品；其杂文，由于特殊的发表环境，在嬉笑怒骂的文字背后蕴含着坚定的政治立场的。这一政治立场带有强烈的个人主义色彩，是鲁迅思想中最为复杂的地方之一。魯迅的思想深刻描繪了中國历史发展遗留下来的历史缺陷，民国时期人民的精神面貌，在文明變遷的十字路口給人類崇尚美好的本能引領了道路。確實是中國文化的一盞明燈。
在2019年香港中學文憑考試中國語文科的閱讀能力考試中，其作品《聰明人和傻子和奴才》被選用為白話部份的文章。

### 在台灣
日治時期台灣作家張我軍曾在《台灣民報》介紹胡適、陳獨秀的文學理念，并刊載魯迅的文學作品。日本的魯迅與台灣文學研究者中島利郎對於張我軍將中國文學、魯迅文學引進台灣的史實，在〈魯迅在臺灣文壇的影響〉一文如此評論，他說：「張我軍是最初的魯迅文學在臺灣的傳入者是不會錯的。但是他始終是中國文學的正式介紹者，給臺灣介紹了魯迅的文學。魯迅的文學也是作為介紹中國的新文學的一環進行的，特別是既沒有因受魯迅文學的影響，而成為自己創作的血肉；也沒有論述魯迅文學的本質。不過，這是開啟時代先端的啟蒙家常背負的宿命，是不可避免的。」不過中國的台灣文學研究者朱雙一有不同的意見，他在〈臺灣新文學運動的重挫：散文與戲劇創作〉一文中提出一個看法，認為張我軍在文學創作方面確實有受魯迅文學的影響，其年輕時代所寫的「隨感錄」系列文章，無論是創作精神與藝術手法，明顯與魯迅的雜感一脈相承。

### 网络文化
鲁迅的名言警句常改编为网络段子，以达到搞笑或讽刺的作用。2017年，伪鲁迅名言在中文互联网流行。

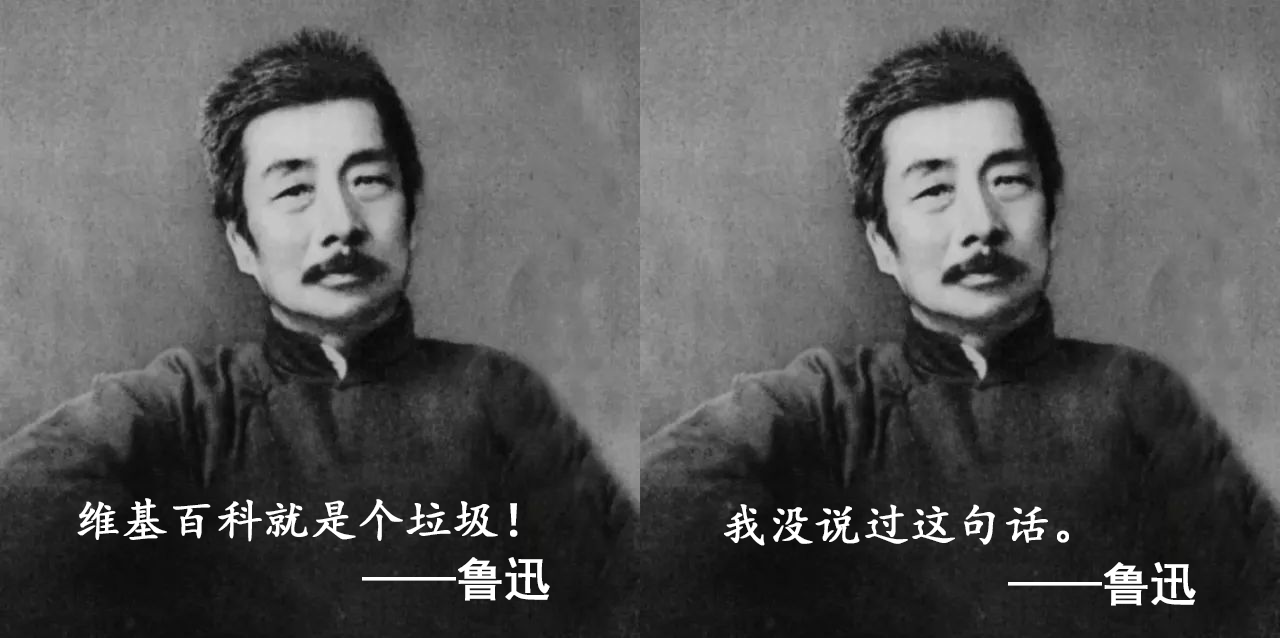
冒用鲁迅的表情包

### 相关事件
自2007年以来，在中国大陆地区鲁迅的文章在中学课本中逐渐被删除、删减，鲁迅的作品对于传统文化的尖锐批评是否还符合现代中国文化一度引起广泛且激烈的争议。

## 研究書目
- 一丁：《魯迅：其人其事及其時代》，巴黎第七大學東亞出版中心，1978年。
- 李歐梵著，尹慧民譯：《鐵屋中的吶喊：魯迅研究》（香港：三聯書店【香港】有限公司，1991）。
- 王潤華：《魯迅小說新論》（上海：學林出版社，1993）。
- V.I. Semanov（謝曼諾夫）著，王富仁等譯：《魯迅縱橫觀》（杭州：浙江文藝出版社，1988）。
- 樂黛雲編：《當代英語世界魯迅研究》（南昌：江西人民出版社，1993）。
- 丸山升著，王俊文等譯：《魯迅．革命．歷史——丸山升現代中國文學論集》（北京：北京大學出版社，2005）。
- 丸尾常喜著，秦弓譯：《人與鬼的糾葛——魯迅小說論析》（北京：人民文学出版社，2006）。
- 伊藤虎丸著，李冬木譯：《魯迅與終末論：近代現實主義的成立》（北京：三聯書店，2008）。
- 伊藤虎丸著，孫猛等譯：《魯迅、創造社與日本文學——中日近現代比較文學初探》（北京：北京大學出版社，1995）。
- 李天明：《難以直說的苦衷——魯迅《野草》探秘》（北京：人民文學出版社，2000）。
- 藤井省三著，董炳川譯：《魯迅《故鄉》閱讀史》（北京：新世界出版社，2002）。